# 印度電力產業
印度電力產業（英語：Electricity sector in India）在2023-24財政年度 (FY，於次年3月31日結束) 期間生產的電力為1,949太瓦時（TWh，1太瓦時=1兆瓦時，即一萬億瓦特），其中1,734太瓦時由公用事業級公司所產。印度是世界第三大電力生產國。
在同一財政年度的印度人均發電量為1,395千瓦時（kWh，即我們所稱的"度"）。印度農林業在2014-15年財政年度全國電力消耗的佔比為17.89%，在世界各國中是最高的比例（於2021-22財政年度的佔比為15.9%）。雖然印度的電價較低，但人均用電量也低於大多數其他國家。
印度截至2024年3月31日的國家電網裝置容量為442.0吉瓦（GW=10億瓦）。由再生能源（包括大型水力發電廠）發電的佔總裝置容量的43%。
印度發電的排放強度（又稱碳強度）為每千瓦時713克二氧化碳，高於全球平均的每千瓦時480克），該國於2023年由燃煤發電廠生產的電力佔總發電量的四分之三。
印度政府宣佈將持續增加在再生能源方面的投資。根據該國2023-27年五年國家電力計劃，除目前建造中的發電廠外，將不會在公用事業領域建造任何新的使用化石燃料發電廠。預計印度到2029-30財政年度，由非化石燃料產生的電力預計將達到總發電量的44.7%左右。

## 歷史

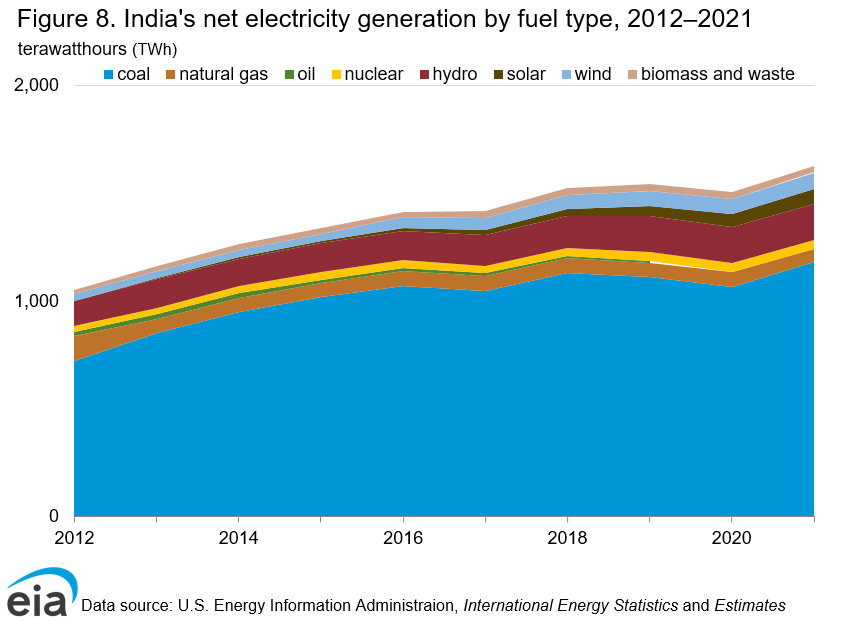
印度由不同能源生產的電力。

電力公司P.W. Fleury & Co.於1879年7月24日（英屬印度時期）在加爾各答舉行首次電燈演示。 FKilburn & Co.於1897年1月7日獲得印度電力公司（Indian Electric Co.）授權在加爾各答經營電力照明業務，並於於1897年1月15日在倫敦註冊。 FKilburn & Co於一個月之後更名為加爾各答電力供應公司（Calcutta Electric Supply Corporation）。加爾各答電力供應公司的控制權直到1970年才從倫敦轉移到加爾各答，改稱為CESC Limited。將電力引入加爾各答之舉相當成功，之後再被引入孟買。孟買的第一次點燈演示於1882年在當地克勞福德市場舉行，大孟買電力和運輸事業 (簡稱BEST) 於1905年建立發電廠，為城市軌道電車提供電力。
印度第一座水力發電設施（悉拉蓬水力發電廠）於1897年在大吉嶺的一個茶園附近興建。亞洲第一盞電力街燈於1905年8月5日在邦加羅爾提供照明。該國第一列電動火車於1925年2月3日在孟買賈特拉帕蒂·希瓦吉·摩訶羅闍終點站（當時稱為維多利亞終點站）和庫爾拉站之間的港口線上運行。印度首個高壓電力實驗室於1947年在公立賈巴爾普爾工程學院成立。位於喀拉拉邦的科欽國際機場於2015年8月18日成為世界上首座全部由太陽能供電的機場（參見CIAL太陽能發電計畫）。
印度在1960年代開始採用區域輸電網路管理。各邦（省份）電網相互聯結，形成覆蓋印度大陸的5個區域電網 - 北部、東部、西部、東北部和南部電網。建立這些區域電網是為將每個地區邦之間的剩餘電力互通有無。 印度政府於1990年代開始規劃國家電網。區域電網最初透過非同步高壓直流輸電 (HVDC) 背對背（back-to-back）方式互聯，以促進受管制電力的有限交換。隨後升級為高容量同步聯結。
東北電網和東部電網於1991年10月實現首次互聯。西部電網於2003年3月加入聯結。北部電網也於2006年8月加入，形成同步，且以同一頻率運行的中央電網。最後區域電網 - 南部電網於2013年12月31日經由Raichur與Solapur兩地間的765千瓦輸電線與中央電網同步互聯，形成印度國家電網。
截至2015年曆年底，縱然印度當年的水力發電量較少，但已成為一電力過剩國家，有數量龐大的發電能力因需求不足而受到閒置。於2016年曆年初，印度用於發電的煤碳、柴油、石腦油、重油和液化天然氣 (LNG) 等能源的國際價格急劇下跌。由於全球石油產品過剩，價格變得夠便宜，足以和位於煤礦附近的燃煤發電廠競爭。煤碳價格也隨之下跌。由於煤碳需求低，導致發電廠和礦場的煤碳庫存增加。印度再生能源新增發電裝置容量在2016-17財務年度中首次超過化石燃料發電的新增裝置容量。
印度中央電力局（CEA）於2017年3月29日表示該國首次成為電力淨出口國，向鄰國（尼泊爾、孟加拉國與緬甸）輸出5,798吉瓦時的電力，卻由不丹進口5,585吉瓦時電力。
印度政府於2016年啟動一項名為"普照之光 全民可負擔LED"的計畫，此計劃於2018年12月完成，提供足夠的基礎設施，確保該國所有家庭、工業和商業機構能享有不間斷供電。資金由印度政府及各邦合作提供。

## 發電裝置容量
印度截至2023年3月31日由公用事業、自備發電和其他非公用事業的總和發電容量為495.2吉瓦。

### 公用事業發電
| 裝置容量     | 火力發電 (百萬瓦（MW）） | 火力發電 (百萬瓦（MW）） | 火力發電 (百萬瓦（MW）） | 火力發電 (百萬瓦（MW）） | 核能 (MW) | 再生能源 (MW) | 再生能源 (MW) | 再生能源 (MW) | 合計 (MW) | % 成長率 (每年) |
| 裝置容量     | 煤碳                     | 天然氣                   | 柴油                     | 小計 火力發電            | 核能 (MW) | 水力          | 其他 再生能源 | 小計 再生能源 | 合計 (MW) | % 成長率 (每年) |
| ------------ | ------------------------ | ------------------------ | ------------------------ | ------------------------ | --------- | ------------- | ------------- | ------------- | --------- | --------------- |
| 迄1947-12-31 | 756                      | -                        | 98                       | 854                      | -         | 508           | -             | 508           | 1,362     | -               |
| 迄1950-12-31 | 1,004                    | -                        | 149                      | 1,153                    | -         | 560           | -             | 560           | 1,713     | 8.59%           |
| 迄1956-03-31 | 1,597                    | -                        | 228                      | 1,825                    | -         | 1,061         | -             | 1,061         | 2,886     | 13.04%          |
| 迄1961-03-31 | 2,436                    | -                        | 300                      | 2,736                    | -         | 1,917         | -             | 1,917         | 4,653     | 12.25%          |
| 迄1966-03-31 | 4,417                    | 137                      | 352                      | 4,903                    | -         | 4,124         | -             | 4,124         | 9,027     | 18.80%          |
| 迄1974-03-31 | 8,652                    | 165                      | 241                      | 9,058                    | 640       | 6,966         | -             | 6,966         | 16,664    | 10.58%          |
| 迄1979-03-31 | 14,875                   | 168                      | 164                      | 15,207                   | 640       | 10,833        | -             | 10,833        | 26,680    | 12.02%          |
| 迄1985-03-31 | 26,311                   | 542                      | 177                      | 27,030                   | 1,095     | 14,460        | -             | 14,460        | 42,585    | 9.94%           |
| 迄1990-03-31 | 41,236                   | 2,343                    | 165                      | 43,764                   | 1,565     | 18,307        | -             | 18,307        | 63,636    | 9.89%           |
| 迄1997-03-31 | 54,154                   | 6,562                    | 294                      | 61,010                   | 2,225     | 21,658        | 902           | 22,560        | 85,795    | 4.94%           |
| 迄2002-03-31 | 62,131                   | 11,163                   | 1,135                    | 74,429                   | 2,720     | 26,269        | 1,628         | 27,897        | 105,046   | 4.49%           |
| 迄2007-03-31 | 71,121                   | 13,692                   | 1,202                    | 86,015                   | 3,900     | 34,654        | 7,760         | 42,414        | 132,329   | 5.19%           |
| 迄2012-03-31 | 112,022                  | 18,381                   | 1,200                    | 131,603                  | 4,780     | 38,990        | 24,503        | 63,493        | 199,877   | 9.00%           |
| 迄2014-03-31 | 145,273                  | 21,782                   | 1,200                    | 168,255                  | 4,780     | 40,532        | 31,692        | 72,224        | 245,259   | 10.77%          |
| 迄2017-03-31 | 192,163                  | 25,329                   | 838                      | 218,330                  | 6,780     | 44,478        | 57,260        | 101,138       | 326,841   | 10.31%          |
| 迄2018-03-31 | 197,171                  | 24,897                   | 838                      | 222,906                  | 6,780     | 45,293        | 69,022        | 114,315       | 344,002   | 5.25%           |
| 迄2019-03-31 | 200,704                  | 24,937                   | 637                      | 226,279                  | 6,780     | 45,399        | 77,641        | 123,040       | 356,100   | 3.52%           |
| 迄2020-03-31 | 205,135                  | 24,955                   | 510                      | 230,600                  | 6,780     | 45,699        | 87,028        | 132,427       | 370,106   | 3.93%           |
| 迄2021-03-31 | 209,294                  | 24,924                   | 510                      | 234,728                  | 6,780     | 46,209        | 94,433        | 140,642       | 382,151   | 3.25%           |
| 迄2022-03-31 | 210,700                  | 24,899                   | 510                      | 236,109                  | 6,780     | 46,723        | 109,885       | 156,607       | 399,497   | 4.53%           |
| 迄2023-03-31 | 211,855                  | 24,824                   | 589                      | 237,269                  | 6,780     | 46,850        | 125,160       | 172,010       | 416,059   | 4.15%           |
| 迄2024-03-31 | 217,589                  | 25,038                   | 589                      | 243,217                  | 8,180     | 46,928        | 143,645       | 190,573       | 441,970   | 6.23%           |

印度迄2021年4月1日有近32,285MW容量的火力發電廠在興建中。
印度迄2023年3月31日按照不同能源劃分的發電裝置容量為：
- 煤碳: 205,235 MW (49.3%)
- 褐煤: 6,620 MW (1.6%)
- 天然氣: 24,824 MW (6.0%)
- 柴油: 589 MW (0.1%)
- 水力: 46,850 MW (11.2%)
- 風能、太陽能及其他再生能源: 125,692 MW (30.2%)
- 核能: 6,780 MW (1.6%)

| 能源              | 裝置容量 (MW) | % 總體中佔比 |
| 化石燃料 (整體)   | 237,269       | 57%          |
| ----------------- | ------------- | ------------ |
| 煤碳              | 205,235       | 49.3%        |
| 褐煤              | 6,620         | 1.6%         |
| 天然氣            | 24,824        | 6.0%         |
| 柴油              | 589           | 0.1%         |
| 非化石燃料 (整體) | 178,790       | 43%          |
| 水力              | 46,850        | 11.3%        |
| 風能              | 42,633        | 10.2%        |
| 太陽能            | 66,780        | 16.1%        |
| 生物質/熱電聯產   | 10,248        | 2.5%         |
| 廢棄物轉製能源    | 554           | 0.1%         |
| 小型水力電站      | 4,944         | 1.2%         |
| 核能              | 6,780         | 1.6%         |
| 總裝置容量        | 416,059       | 100%         |

發電容量≤ 25MW的水力發電裝置被歸類為小型水力電站

### 自備發電
印度工業自有電廠截至2024年3月31日的發電容量（0.5MW以上）為79,340MW。於2023-24財政年度，自備發電量為214,581吉瓦時。印度也有75,000MW容量的柴油發電機組（不包括1MW以上和100千伏安（kVA）以下的發電機組）。此外，印度還有眾多容量小於100千伏安的柴油發電機，於停電時提供緊急電源供各行業使用。
| 年份   | 人均消費量 (千瓦時/年) |
| ------ | ---------------------- |
| 2010年 | 779                    |
| 2011年 | 819                    |
| 2012年 | 884                    |
| 2013年 | 914                    |
| 2014年 | 957                    |
| 2015年 | 1,010                  |
| 2016年 | 1,075                  |
| 2017年 | 1,122                  |
| 2018年 | 1,149                  |
| 2019年 | 1,181                  |
| 2020年 | 1,208                  |
| 2021年 | 1,161                  |
| 2022年 | 1,255                  |
| 2023年 | 1,331                  |
| 2024年 | 1,395                  |

| 能源     | 自備發電容量 (MW) | 佔比    | 發電量 (吉瓦時) | 佔比    |
| -------- | ----------------- | ------- | --------------- | ------- |
| 煤碳     | 46,900            | 59.11%  | 180,500         | 84.12%  |
| 水力     | 140               | 0.18%   | 341             | 0.09%   |
| 再生能源 | 7,500             | 9.45%   | 10,080          | 4.70%   |
| 天然氣   | 6,500             | 8.19%   | 21,500          | 10.02%  |
| 石油     | 18,300            | 23.07%  | 2,150           | 1.00%   |
| 合計     | 79,340            | 100.00% | 214,581         | 100.00% |

自備發電容量排名在前的幾個邦是奧迪薩邦、古吉拉特邦、切蒂斯格爾邦、卡納塔卡邦、北方邦和拉賈斯坦邦，佔總發電量近66%。
| 邦           | 自備發電容量 (MW) | 發電量 (吉瓦時) |
| ------------ | ----------------- | --------------- |
| 奧迪薩邦     | 12,171            | 62,587          |
| 古吉拉特邦   | 7,061             | 19,413          |
| 切蒂斯加爾邦 | 5,787             | 21,487          |
| 卡納塔卡邦   | 6,613             | 15,169          |
| 北方邦       | 4,779             | 13,957          |
| 拉賈斯坦邦   | 3,161             | 11,585          |
| 印度整體     | 76,733            | 209,311         |

## 按邦或地區劃分的裝置容量
| 印度邦/屬地                    | 火力 (MW) | 火力 (MW) | 火力 (MW) | 火力 (MW) | 火力 (MW) | 核能 (MW) | 再生能源(MW) | 再生能源(MW)  | 再生能源(MW)  | 合計 (MW) | %全國佔比 | %再生能源佔比 |
| 印度邦/屬地                    | 煤碳      | 褐煤      | 天然氣    | 柴油      | 小計 火力 | 核能 (MW) | 水力         | 其他 再生能源 | 小計 再生能源 | 合計 (MW) | %全國佔比 | %再生能源佔比 |
| 西部                           | 84236     | 1400      | 10806.49  | -         | 96442.49  | 2540      | 7392         | 42755.33      | 50147.33      | 149129.82 | 35.04%    | 33.63%        |
| ------------------------------ | --------- | --------- | --------- | --------- | --------- | --------- | ------------ | ------------- | ------------- | --------- | --------- | ------------- |
|                                | 14692     | 1400      | 7551.41   | -         | 23643.41  | 1140      | 1990         | 21792.75      | 23782.75      | 48566.16  | 11.41%    | 48.97%        |
| 馬哈拉什特拉邦                 | 23856     | -         | 3207.08   | -         | 27063.08  | 1400      | 3047         | 13241.26      | 16288.26      | 44751.34  | 10.52%    | 36.40%        |
| 中央邦                         | 22000     | -         | -         | -         | 22000     | -         | 2235         | 6270.86       | 8505.86       | 30505.86  | 7.17%     | 27.88%        |
| 切蒂斯格爾邦                   | 23688     | -         | -         | -         | 23688     | -         | 120          | 1366.24       | 1486.24       | 25174.24  | 5.92%     | 5.90%         |
| 果亞邦                         | -         | -         | 48        | -         | 48        | -         | -            | 37.75         | 37.75         | 85.75     | 0.02%     | 44.02%        |
| 達德拉-納加爾哈維利和達曼-第烏 | -         | -         | -         | -         | -         | -         | -            | 46.47         | 46.47         | 46.47     | 0.01%     | 100%          |
| 南部                           | 40557.50  | 3640      | 6491.80   | 460.49    | 51149.80  | 3320      | 11747.15     | 52331.17      | 64078.32      | 118548.12 | 27.86%    | 54.05%        |
| 坦米爾那都邦                   | 10045     | 3640      | 1027.18   | 211.70    | 14923.88  | 2440      | 2178.20      | 18706.32      | 20884.52      | 38248.40  | 8.99%     | 54.60%        |
| 卡納塔卡邦                     | 9480      | -         | -         | 25.20     | 9505.20   | 880       | 3689.20      | 17848.74      | 21537.94      | 31923.14  | 7.50%     | 67.47%        |
| 安德拉邦                       | 12390     | -         | 4898.54   | 36.80     | 17325.34  | -         | 1610         | 9381.55       | 10991.55      | 28316.89  | 6.65%     | 38.82%        |
| 泰倫加納邦                     | 8642.50   | -         | -         | -         | 8642.50   | -         | 2405.60      | 5152.32       | 7557.92       | 16200.42  | 3.81%     | 46.65%        |
| 喀拉拉邦                       | -         | -         | 533.58    | 159.96    | 693.54    | -         | 1864.15      | 1194.20       | 3058.35       | 3751.89   | 0.88%     | 81.51%        |
| 朋迪治里                       | -         | -         | 32.50     | -         | 32.50     | -         | -            | 43.27         | 43.27         | 75.77     | 0.02%     | 57.11%        |
| 拉克沙群島                     | -         | -         | -         | 26.83     | 26.83     | -         | -            | 4.77          | 4.77          | 31.60     | 0.01%     | 15.09%        |
| 北部                           | 44285     | 1580      | 5994.96   | -         | 51859.96  | 1620      | 19696.27     | 34540.29      | 54236.56      | 107716.52 | 25.31%    | 50.35%        |
| 拉賈斯坦邦                     | 9200      | 1580      | 1022.83   | -         | 11802.83  | 1180      | 411          | 23431.56      | 23842.56      | 36825.39  | 8.65%     | 64.74%        |
| 北方邦                         | 24075     | -         | 1493.14   | -         | 25568.14  | 440       | 501.60       | 4901.27       | 5402.87       | 31411.01  | 7.38%     | 17.20%        |
| 喜馬偕爾邦                     | -         | -         | -         | -         | -         | -         | 10263.02     | 1091.46       | 11354.48      | 11354.48  | 2.67%     | 100%          |
| 旁遮普邦                       | 5680      | -         | -         | -         | 5680      | -         | 1096.30      | 1970.50       | 3066.80       | 8746.80   | 2.05%     | 35.06%        |
| 哈里亞納邦                     | 5330      | -         | 431.59    | -         | 5761.59   | -         | -            | 1561.75       | 1561.75       | 7323.34   | 1.72%     | 21.32%        |
| 北阿坎德邦                     | -         | -         | 664       | -         | 664       | -         | 3975.35      | 934.09        | 4909.44       | 5573.44   | 1.31%     | 88.09%        |
| 查謨和喀什米爾邦               | -         | -         | 175       | -         | 175       | -         | 3360         | 216.41        | 3576.41       | 3751.41   | 0.88%     | 95.33%        |
| 德里                           | -         | -         | 2208.40   | -         | 2208.40   | -         | -            | 320.41        | 320.41        | 2528.81   | 0.59%     | 12.67%        |
| 拉達克                         | -         | -         | -         | -         | -         | -         | 89           | 48.79         | 137.79        | 137.79    | 0.03%     | 100%          |
| 昌迪加爾                       | -         | -         | -         | -         | -         | -         | -            | 64.05         | 64.05         | 64.05     | 0.01%     | 100%          |
| 東部                           | 36997     | -         | 80        | 92.71     | 37169.71  | -         | 5987.75      | 1931.24       | 7918.99       | 45088.70  | 10.59%    | 17.56%        |
| 西孟加拉邦                     | 13487     | -         | 80        | -         | 13567     | -         | 1341.20      | 636.02        | 1977.22       | 15544.22  | 3.65%     | 12.72%        |
| 奧迪薩邦                       | 9540      | -         | -         | -         | 9540      | -         | 2154.55      | 640.08        | 2794.63       | 12334.63  | 2.90%     | 22.66%        |
| 比哈爾邦                       | 9060      | -         | -         | -         | 9060      | -         | -            | 420.26        | 420.26        | 9480.26   | 2.23%     | 4.43%         |
| 賈坎德邦                       | 4910      | -         | -         | -         | 4910      | -         | 210          | 139.92        | 349.92        | 5259.92   | 1.24%     | 6.65%         |
| 錫金邦                         | -         | -         | -         | -         | -         | -         | 2282         | 59.80         | 2341.80       | 2341.80   | 0.55%     | 100%          |
| 安達曼-尼科巴群島              | -         | -         | -         | 92.71     | 92.71     | -         | -            | 35.16         | 35.16         | 127.87    | 0.03%     | 27.50%        |
| 東北部                         | 750       | -         | 1664.95   | 36        | 2450.95   | -         | 2027         | 574.41        | 2601.41       | 5052.36   | 1.19%     | 51.49%        |
| 阿薩姆邦                       | 750       | -         | 597.36    | -         | 1347.36   | -         | 350          | 191.92        | 541.92        | 1889.28   | 0.44%     | 28.68%        |
| 阿魯納查邦                     | -         | -         | -         | -         | -         | -         | 1115         | 144.90        | 1259.90       | 1259.90   | 0.30%     | 100%          |
| 特里普拉邦                     | -         | -         | 1067.60   | -         | 1067.60   | -         | -            | 34.48         | 34.48         | 1102.08   | 0.26%     | 3.13%         |
| 梅加拉亞邦                     | -         | -         | -         | -         | -         | -         | 322          | 73.02         | 395.02        | 395.02    | 0.1%      | 100%          |
| 曼尼普爾邦                     | -         | -         | -         | 36        | 36        | -         | 105          | 18.48         | 123.48        | 159.48    | 0.04%     | 77.43%        |
| 米佐拉姆邦                     | -         | -         | -         | -         | -         | -         | 60           | 75.90         | 135.90        | 135.90    | 0.03%     | 100%          |
| 那加蘭邦                       | -         | -         | -         | -         | -         | -         | 75           | 35.71         | 110.71        | 110.71    | 0.03%     | 100%          |
| 合計                           | 206825.50 | 6620      | 25038.21  | 589.20    | 239072.91 | 7480      | 46850.17     | 132132.44     | 178982.61     | 425535.52 | 100.00%   | 42.06%        |

其他再生能源包括小型水力電站 （水力發電廠 ≤ 25MW）、生物質能源、城市和工業廢棄物轉製能源、太陽能和風能。

## 需求

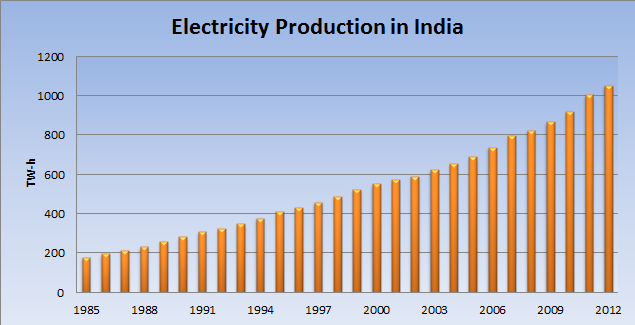
印度發電量（1985年-2012年）。

印度於2009年-2019年發電量（資料來源：powermin.nic.in）。

### 需求趨勢
印度中央電力局（CEA）編製的2022年國家電力計畫草案中，表示該國於2026-27財政年度的電力尖峰需求和能源需求將分別為272吉瓦和18,520億度（屋頂太陽能光電發電未包括在內）。於2031-32財政年度的電力尖峰需求和能源需求將分別為363吉瓦和24,590億度（屋頂太陽能光電發電未包括在內）。印度從2015年開始，其電力配送問題要比發電問題為大。

### 需求驅動因素
目前估計約有0.07%的印度家庭（20萬戶）無電力可用。國際能源署（IEA）估計印度將在2050年之前新增600吉瓦至1,200吉瓦的發電容量。此新增發電規模與歐盟（EU-27）於2005年的740吉瓦總發電量相近。印度在增加發電容量時採用的技術和能源將會對全球資源使用和環境問題產生重大影響。預計印度於暖通空調的電力需求（尤其是在降溫方面）將會快速成長。
根據印度環境、森林和氣候變化部發布的《印度降溫行動計畫》（簡稱ICAP）分析，只有8%的印度家庭擁有空調設備。印度各地的室內降溫需求預計將以每年15-20%的速度成長，到2037-38財政年度，總需求將比2017-18財政年度基線成長至約八倍。預計到2050年，該國有45%的尖峰電力需求將用於空間降溫。
約有1.36億印度人 (佔比11%) 仍使用傳統燃料（薪材、農業廢棄物和乾糞）供烹飪和一般加熱用途。這些傳統燃料在當地稱為chulah或chulha。傳統燃料是低效能源，燃燒時會釋放濃煙、懸浮微粒、氮氧化物、硫氧化物等空氣污染物，影響室外空氣品質，導致慢性健康問題以及對森林、生態系統和全球氣候造成損害。世界衛生組織（WHO）估計印度因使用chulahs（傳統爐具）燃燒生物質，是導致每年有30萬至40萬人因室內空氣污染和一氧化碳中毒而過早死亡的主要因素。估計由傳統爐灶燃燒前述燃料所釋放的污染物比工業燃料多5-15倍。印度電力產業的成長將有助於以可持續的替代方案來取代傳統燃料。
於2007年所做的一項研究發現印度除空氣污染外，未經處理的污水排放是導致該國水源污染的最重要原因。大多數政府擁有的污水處理廠大部分時間無法運作，部分原因是缺乏可靠電力供應。未經收集的廢棄物在城市地區堆積，除危害環境衛生外，還會釋放重金屬和污染物進入地表水和地下水。解決印度的水污染和相關環境問題需要可靠的電力供應。
印度農村地區於2009年的人均家庭用電量為96千瓦時（度），城市地區的為288千瓦時。全球人均年用電量為2,600千瓦時，歐盟為6,200千瓦時。
除此之外，於2021年發生在印度的煤碳危機（庫存減少、Covid-19疫情與多雨氣候導致煤碳供應鏈中斷及國際煤價上漲等原因所導致）也為電力產業敲響警鐘，因為該國有60%以上的電力由燃煤發電廠提供。
印度的工業部門於2021年是該國主要的電力使用者，佔43.9%，住宅居家佔25.3%，農業和林業佔19.0%，商業和公共服務佔6.6%。交通運輸的佔比最低，為1.6%。
| 年份*    | 年中 人口數目 (百萬) | 淨消費量 (吉瓦時) | % 佔比   | % 佔比 | % 佔比 | % 佔比   | % 佔比 | % 佔比 | 每人平均 發電量 （千瓦時） |
| 年份*    | 年中 人口數目 (百萬) | 淨消費量 (吉瓦時) | 住宅居家 | 商業   | 工業   | 交通運輸 | 農業   | 其他   | 每人平均 發電量 （千瓦時） |
| -------- | -------------------- | ----------------- | -------- | ------ | ------ | -------- | ------ | ------ | -------------------------- |
| 1947年** | 330                  | 4,182             | 10.11%   | 4.26%  | 70.78% | 6.62%    | 2.99%  | 5.24%  | 16.3                       |
| 1950年** | 376                  | 5,610             | 9.36%    | 5.51%  | 72.32% | 5.49%    | 2.89%  | 4.44%  | 18.2                       |
| 1956年   | 417                  | 10,150            | 9.20%    | 5.38%  | 74.03% | 3.99%    | 3.11%  | 4.29%  | 30.9                       |
| 1961年   | 458                  | 16,804            | 8.88%    | 5.05%  | 74.67% | 2.70%    | 4.96%  | 3.75%  | 45.9                       |
| 1966年   | 508                  | 30,455            | 7.73%    | 5.42%  | 74.19% | 3.47%    | 6.21%  | 2.97%  | 73.9                       |
| 1974年   | 607                  | 55,557            | 8.36%    | 5.38%  | 68.02% | 2.76%    | 11.36% | 4.13%  | 126.2                      |
| 1979年   | 681                  | 84,005            | 9.02%    | 5.15%  | 64.81% | 2.60%    | 14.32% | 4.10%  | 171.6                      |
| 1985年   | 781                  | 124,569           | 12.45%   | 5.57%  | 59.02% | 2.31%    | 16.83% | 3.83%  | 228.7                      |
| 1990年   | 870                  | 195,098           | 15.16%   | 4.89%  | 51.45% | 2.09%    | 22.58% | 3.83%  | 329.2                      |
| 1997年   | 997                  | 315,294           | 17.53%   | 5.56%  | 44.17% | 2.09%    | 26.65% | 4.01%  | 464.6                      |
| 2002年   | 1089                 | 374,670           | 21.27%   | 6.44%  | 42.57% | 2.16%    | 21.80% | 5.75%  | 671.9                      |
| 2007年   | 1179                 | 525,672           | 21.12%   | 7.65%  | 45.89% | 2.05%    | 18.84% | 4.45%  | 559.2                      |
| 2012年   | 1,220                | 785,194           | 22.00%   | 8.00%  | 45.00% | 2.00%    | 18.00% | 5.00%  | 883.6                      |
| 2013年   | 1,236                | 824,301           | 22.29%   | 8.83%  | 44.40% | 1.71%    | 17.89% | 4.88%  | 914.4                      |
| 2014年   | 1,252                | 881,562           | 22.95%   | 8.80%  | 43.17% | 1.75%    | 18.19% | 5.14%  | 957                        |
| 2015年   | 1,267                | 938,823           | 23.53%   | 8.77%  | 42.10% | 1.79%    | 18.45% | 5.37%  | 1010                       |
| 2016年   | 1,284                | 1,001,191         | 23.86%   | 8.59%  | 42.30% | 1.66%    | 17.30% | 6.29%  | 1075                       |
| 2017年   | 1,299                | 1,066,268         | 24.32%   | 9.22%  | 40.01% | 1.61%    | 18.33% | 6.50%  | 1122                       |
| 2018年   | 1,313                | 1,130,244         | 24.20%   | 8.51%  | 41.48% | 1.27%    | 18.08% | 6.47%  | 1149                       |
| 2019年   | 1,328                | 1,196,309         | 24.76%   | 8.24%  | 41.16% | 1.52%    | 17.69% | 6.63%  | 1181                       |
| 2020年   | 1,342                | 1,291,494         | 24.01%   | 8.04%  | 42.69% | 1.52%    | 17.67% | 6.07%  | 1208                       |
| 2021年   | 1,356                | 1,227,000         | 25.67%   | 8.31%  | 41.09% | 1.51%    | 17.52% | 5.89%  | 1177                       |
| 2022年   | 1,370                | 1,296,300         | 25.77%   | 8.29%  | 41.16% | 1.53%    | 17.67% | 5.59%  | 1255                       |
| 2023年   | 1,375                | 1,403,400         | 25.79%   | 7.49%  | 42.40% | 1.78%    | 17.16% | 5.38%  | 1331                       |
| 2024年   | 1,397                | 1,543,000         | 24.30%   | 8.10%  | 41.80% | 2.14%    | 16.53% | 7.13%  | 1395                       |

*於次年3月31日結束的財政年度。
** 於12月31日結束的曆年制財政年度。
附註：人均發電量=（所有來源的發電量加上淨進口電力）/年中人口。 "消耗量"是"所有來源的發電量加上淨進口電力"，扣除輸電損耗和發電廠自身消耗而得的數字。

### 城鄉電氣化
印度電力部於2015年7月啟動Deen Dayal Upadhyaya Gram Jyoti Yojana (簡稱DDUGJY，中譯：丁恩·達亞爾·烏帕德海亞村莊光明計劃，丁恩·達亞爾·烏帕德海亞為一印度思想家及政治家) 作為其旗艦項目之一，目的在為農村地區提供全天候電力。計畫重點是農村電力部門進行改革，將農戶電力饋線與農用饋線分開，並加強輸電/配電基礎設施。先前於2005年推出的農村電氣化計劃Rajiv Gandhi Grameen Vidyutikaran Yojana (簡稱RGGVY，中譯：拉吉夫·甘地鄉村電氣化計劃) 納入前述新的計劃內。截至2018年4月28日，所有印度村莊（人口普查共有597,464個）已實現電氣化，比目標日期提前12天達成。
印度已實現所有農村和城市家庭近100%的電氣化。截至2019年1月4日，有2.12億農戶已通電，幾近全國2.13億戶農戶中100%，而城鎮通電戶數為4.29億戶戶，幾近全國4.294億城鎮戶數中100%。

### 人均電力消費
| 印度邦/屬地         | 人口數目 (百萬) | 總數 消費者 (百萬) | 總數 通電 負載 (MW) | 人均 消費 (千瓦時) | 總數 銷售 (太瓦時) | 住宅居家 銷售 (太瓦時) | 工業高壓 銷售 (太瓦時) | 工業中壓 與低壓銷售 (太瓦時) | 農業 銷售 (太瓦時) | 商業 銷售 (太瓦時) |
| ------------------- | --------------- | ------------------ | ------------------- | ------------------ | ------------------ | ---------------------- | ---------------------- | ---------------------------- | ------------------ | ------------------ |
| 達德拉-納加爾哈維利 | 0.64            | 0.08               | 1,584               | 12,250             | 6.4                |                        |                        |                              |                    |                    |
| 達曼-第烏           | 0.5             | 0.06               | 806                 | 5,914              | 2.13               |                        |                        |                              |                    |                    |
| 果亞邦              | 1.56            | 0.66               | 3,112               | 3,736              | 4.02               |                        |                        |                              |                    |                    |
| 古加拉特邦          | 70.29           | 19.23              | 68,994              | 2,239              | 124.87             | 16.51                  | 41.12                  | 14.60                        | 13.79              | 4.31               |
| 切蒂斯格爾邦        | 29.69           | 6.03               | 10,301              | 2,211              | 43.96              | 6.44                   | 7.51                   | 0.60                         | 5.93               | 1.41               |
| 馬哈拉什特拉邦      | 125.01          | 33.07              | 94,336              | 1,588              | 149.45             | 30.19                  | 34.15                  | 9.88                         | 36.25              | 9.54               |
| 中央邦              | 85.12           | 17.24              | 31,491              | 1,232              | 70.86              | 16.79                  | 9.24                   | 1.29                         | 26.52              | 3.37               |
| 西部                | 312.80          | 76.39              | 210,657             | 1,736              | 401.75             | 71.49                  | 100.49                 | 26.87                        | 82.53              | 19.15              |
| 朋迪治里            | 1.59            | 0.51               | 1,568               | 2,138              | 2.85               | 0.81                   | 1.51                   | 0.16                         | 0.06               | 0.21               |
| 坦米爾那都邦        | 76.54           | 32.45              | 87,144              | 1,714              | 109.24             | 33.97                  | 35.61                  | 9.89                         | 13.43              | 10.33              |
| 安德拉邦            | 52.90           | 20.00              | 46,633              | 1,567              | 71.05              | 18.19                  | 23.43                  | 3.11                         | 14.11              | 4.54               |
| 泰倫加納邦          | 37.82           | 16.99              | 41,703              | 2,126              | 65.68              | 13.32                  | 17.53                  | 1.23                         | 22.15              | 5.70               |
| 卡納塔卡邦          | 67.09           | 28.83              | 66,340              | 1,376              | 73.18              | 14.11                  | 19.75                  | 5.05                         | 21.93              | 5.81               |
| 喀拉拉邦            | 35.57           | 13.82              | 30,228              | 844                | 25.13              | 12.75                  | 4.70                   | 1.22                         | 0.38               | 4.83               |
| 拉克沙群島          | 0.07            | 0.03               | 93                  | 819                | 0.05               |                        |                        |                              |                    |                    |
| 南部                | 271.57          | 112.31             | 273,713             | 1,548              | 347.18             | 93.19                  | 102.54                 | 20.67                        | 72.09              | 31.44              |
| 旁遮普邦            | 30.45           | 10.16              | 39,918              | 2,350              | 56.21              | 15.32                  | 12.58                  | 3.13                         | 12.57              | 3.46               |
| 哈里亞納邦          | 29.70           | 7.37               | 33,713              | 2,186              | 49.68              | 11.97                  | 10.75                  | 2.04                         | 9.12               | 4.00               |
| 德里                | 20.80           | 6.66               | 21,503              | 1,684              | 27.62              | 16.43                  | 0.47                   | 2.34                         | 0.03               | 5.31               |
| 喜馬偕爾邦          | 7.42            | 2.65               | 8,316               | 1,742              | 10.33              | 2.35                   | 4.68                   | 0.08                         | 0.08               | 0.51               |
| 北阿坎德邦          | 11.47           | 2.75               | 7,876               | 1,520              | 13.46              | 3.20                   | 5.44                   | 0.26                         | 0.43               | 1.33               |
| 昌迪加爾            | 1.22            | 0.26               | 1,611               | 1,529              | 1.41               |                        |                        |                              |                    |                    |
| 查謨和喀什米爾      | 13.76           | 2.19               | 4,099               | 1,475              | 10.23              | 4.88                   | 0.92                   | 0.23                         | 0.38               | 1.70               |
| 拉賈斯坦邦          | 79.79           | 15.98              | 51,148              | 1,345              | 79.52              | 14.25                  | 11.53                  | 2.11                         | 28.81              | 4.09               |
| 北方邦              | 232.30          | 31.77              | 68,284              | 663                | 109.57             | 43.95                  | 10.25                  | 3.98                         | 18.95              | 6.28               |
| 北部                | 426.90          | 79.82              | 236,473             | 1,137              | 358.09             | 113.09                 | 56.76                  | 14.32                        | 70.39              | 27.06              |
| 奧迪薩邦            | 44.11           | 9.84               | 16,600              | 2,264              | 82.05              | 8.42                   | 6.02                   | 0.40                         | 0.78               | 2.15               |
| 錫金邦              | 0.68            | 0.12               | 290                 | 1,011              | 0.441              |                        |                        |                              |                    |                    |
| 賈坎德邦            | 38.76           | 4.17               | 8,499               | 867                | 30.27              | 6.47                   | 11.83                  | 0.30                         | 0.17               | 1.03               |
| 西孟加拉邦          | 98.40           | 24.95              | 296,158             | 733                | 55.11              | 17.53                  | 15.58                  | 2.14                         | 1.22               | 5.45               |
| 安達曼-尼科巴群島   | 0.40            | 0.01               | 340                 | 878                | 0.27               |                        |                        |                              |                    |                    |
| 比哈爾邦            | 124.15          | 17.65              | 21,666              | 329                | 26.55              | 15.04                  | 2.76                   | 0.80                         | 1.14               | 2.39               |
| 東部                | 306.51          | 56.89              | 77,011              | 807                | 194.70             | 47.74                  | 36.45                  | 3.68                         | 3.33               | 11.12              |
| 阿魯納查邦          | 1.54            | 0.24               | 244                 | 645                | 0.51               |                        |                        |                              |                    |                    |
| 梅加拉亞邦          | 3.30            | 0.59               | 1,255               | 751                | 1.54               |                        |                        |                              |                    |                    |
| 米佐拉姆邦          | 1.22            | 0.27               | 529                 | 582                | 0.66               |                        |                        |                              |                    |                    |
| 那加蘭邦            | 2.20            | 0.32               | 205                 | 433                | 0.70               |                        |                        |                              |                    |                    |
| 特里普拉邦          | 4.09            | 0.97               | 780                 | 435                | 1.05               |                        |                        |                              |                    |                    |
| 阿薩姆邦            | 35.24           | 6.13               | 9,737               | 384                | 9.81               | 3.78                   | 1.57                   | 0.12                         | 0.05               | 1.09               |
| 曼尼普爾邦          | 3.18            | 0.54               | 1,088               | 362                | 0.73               |                        |                        |                              |                    |                    |
| 東北部              | 50.78           | 9.08               | 13,840              | 426                | 15.06              | 6.15                   | 2.35                   | 0.23                         | 0.10               | 1.52               |
| 全國                | 1,368.56        | 334.51             | 811,694             | 1,255              | 1,316.76           | 339.78                 | 479.83                 | 76.65                        | 228.51             | 97.12              |

- 煤碳: 1,182,096 吉瓦時 (73.1%)
- 大型水力: 162,099 吉瓦時 (10.0%)
- 小型水力: 11,170 吉瓦時 (0.7%)
- 風能: 71,814 吉瓦時 (4.4%)
- 太陽能: 102,014 吉瓦時 (6.3%)
- 生物質與其他再生能源: 18,553 吉瓦時 (1.1%)
- 核能: 45,861 吉瓦時 (2.8%)
- 天然氣: 23,885 吉瓦時 (1.5%)
- 柴油: 320 吉瓦時 (0.0%)

附註：人均用電量=（總發電量+自備發電量+淨進口電力）/年中人口。
由於火力發電廠自身消耗和輸配電（T&D）損失等原因，銷售量與總發電量相差近24%。

## 發電
印度發電量從1985年開始快速成長，從1985年的179太瓦時增加到2012年的1,057太瓦時。大部分由燃煤發電和再生能源產生，而使用天然氣、石油和水力的發電量在2012年至2017年期間下降。公用事業總發電量（不包括從不丹進口的部分） 於2021-22財政年度為14,840億度，較前一年度增長8.1%。再生能源（包括大型水力發電）發電量佔總量近21.7%。 在2019-20財政年度，化石燃料發電量減少，所有增量均來自再生能源。公用事業發電量於2020-21財政年度下降0.8%（113億度），其中化石燃料發電量減少1%，非化石能源發電量與前一年相同。 印度於同期出口的電力高於從鄰國進口的，而太陽能發電量超過風能、天然氣和核能發電，位居全國第三（排在燃煤和水力發電之後）。
公用事業於2022-23財政年度總發電量中，再生能源發電佔22.47%，公用事業總發電量成長8.77%，達到16,147億度。 而於次一財政年度（2023-24年），由於水力發電量降低，再生能源發電量在總體的佔比降低至近20.76%。
| 年度      | 化石燃料  | 化石燃料 | 化石燃料 | 核能   | 水力*   | 小 計     | 再生能源  | 再生能源 | 再生能源 | 再生能源  | 再生能源 | 再生能源 | 公用事業與自備發電 | 公用事業與自備發電              | 公用事業與自備發電 | 公用事業與自備發電 |
| 年度      | 煤碳      | 石油     | 天然氣   | 核能   | 水力*   | 小 計     | 小型 水電 | 太陽能   | 風能     | 生物質 能 | 其他     | 小 計    | 公用事業           | 自備發電 (參見本文自備發電一節) | 其他               | 合計               |
| --------- | --------- | -------- | -------- | ------ | ------- | --------- | --------- | -------- | -------- | --------- | -------- | -------- | ------------------ | ------------------------------- | ------------------ | ------------------ |
| 2011–12年 | 612,497   | 2,649    | 93,281   | 32,286 | 130,511 | 871,224   | na        | na       | na       | na        | na       | 51,226   | 922,451            | 134,387                         | na                 | 1,056,838          |
| 2012–13年 | 691,341   | 2,449    | 66,664   | 32,866 | 113,720 | 907,040   | na        | na       | na       | na        | na       | 57,449   | 964,489            | 144,009                         | na                 | 1,108,498          |
| 2013–14年 | 746,087   | 1,868    | 44,522   | 34,228 | 134,847 | 961,552   | na        | 3,350    | na       | na        | na       | 59,615   | 1,021,167          | 156,643                         | na                 | 1,177,810          |
| 2014–15年 | 835,838   | 1,407    | 41,075   | 36,102 | 129,244 | 1,043,666 | 8,060     | 4,600    | 28,214   | 14,944    | 414      | 61,780   | 1,105,446          | 166,426                         | na                 | 1,271,872          |
| 2015–16年 | 896,260   | 406      | 47,122   | 37,413 | 121,377 | 1,102,578 | 8,355     | 7,450    | 28,604   | 16,681    | 269      | 65,781   | 1,168,359          | 183,611                         | na                 | 1,351,970          |
| 2016–17年 | 944,861   | 275      | 49,094   | 37,916 | 122,313 | 1,154,523 | 7,673     | 12,086   | 46,011   | 14,159    | 213      | 81,869   | 1,236,392          | 197,000                         | na                 | 1,433,392          |
| 2017–18年 | 986,591   | 386      | 50,208   | 38,346 | 126,123 | 1,201,653 | 5,056     | 25,871   | 52,666   | 15,252    | 358      | 101,839  | 1,303,493          | 183,000                         | na                 | 1,486,493          |
| 2018–19年 | 1,021,997 | 129      | 49,886   | 37,706 | 135,040 | 1,244,758 | 8,703     | 39,268   | 62,036   | 16,325    | 425      | 126,757  | 1,371,517          | 175,000                         | na                 | 1,546,517          |
| 2019–20年 | 994,197   | 199      | 48,443   | 46,472 | 155,769 | 1,245,080 | 9,366     | 50,103   | 64,639   | 13,843    | 366      | 138,337  | 1,383,417          | 239,567                         | na                 | 1,622,983          |
| 2020–21年 | 981,239   | 129      | 51,027   | 42,949 | 150,305 | 1,225,649 | 10,258    | 60,402   | 60,150   | 14,816    | 1621     | 147,247  | 1,373,187          | 224,827                         | na                 | 1,598,014          |
| 2021–22年 | 1,078,444 | 115      | 36,143   | 47,019 | 151,695 | 1,313,418 | 10,463    | 73,483   | 68,640   | 16,056    | 2,268    | 170,912  | 1,484,442          | 209,311                         | na                 | 1,693,753          |
| 2022–23年 | 1,182,096 | 320      | 23,885   | 45,861 | 162,099 | 1,414,281 | 11,170    | 102,014  | 71,814   | 16,024    | 2,529    | 203,532  | 1,617,813          | 211,932                         | na                 | 1,829,745          |
| 2023–24年 | 1,294,071 | 401      | 31,301   | 47,817 | 133,972 | 1,507,555 | 9,485     | 115,975  | 83,385   | 13,243    | 2,746    | 225,835  | 1,734,375          | 214,581                         | na                 | 1,948,956          |

附註：包括褐煤，其他：包括緊急柴油發電機組、屋頂太陽能光電模組、1MW以下自備發電等發電量、*水力發電包括抽水蓄能發電及na = 無資料。上述數據不包括來自不丹的淨電力進口量。

## 火力發電

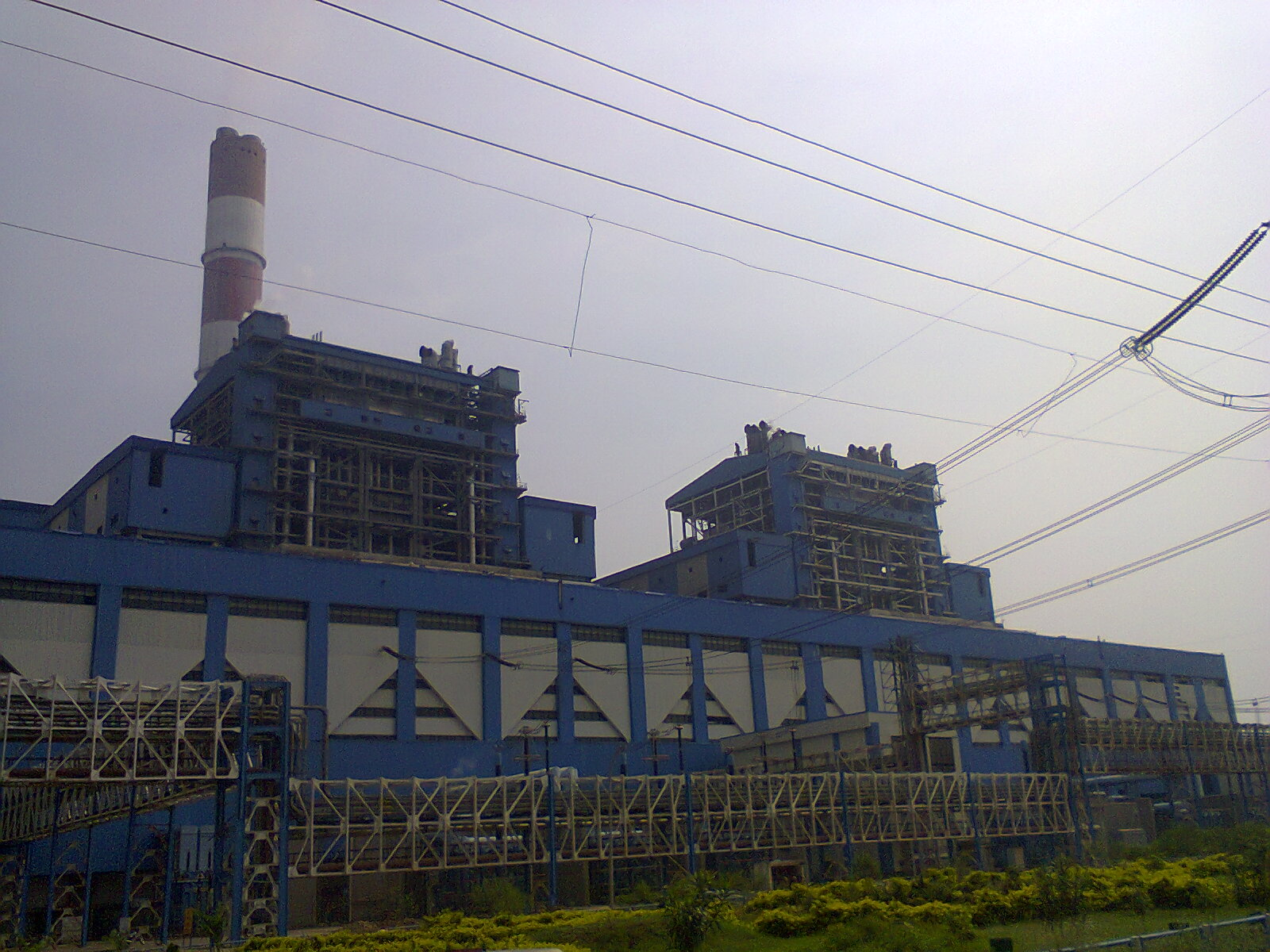
印度國營火力發電公司擁有，位於切蒂斯格爾邦的西帕特火力發電廠。

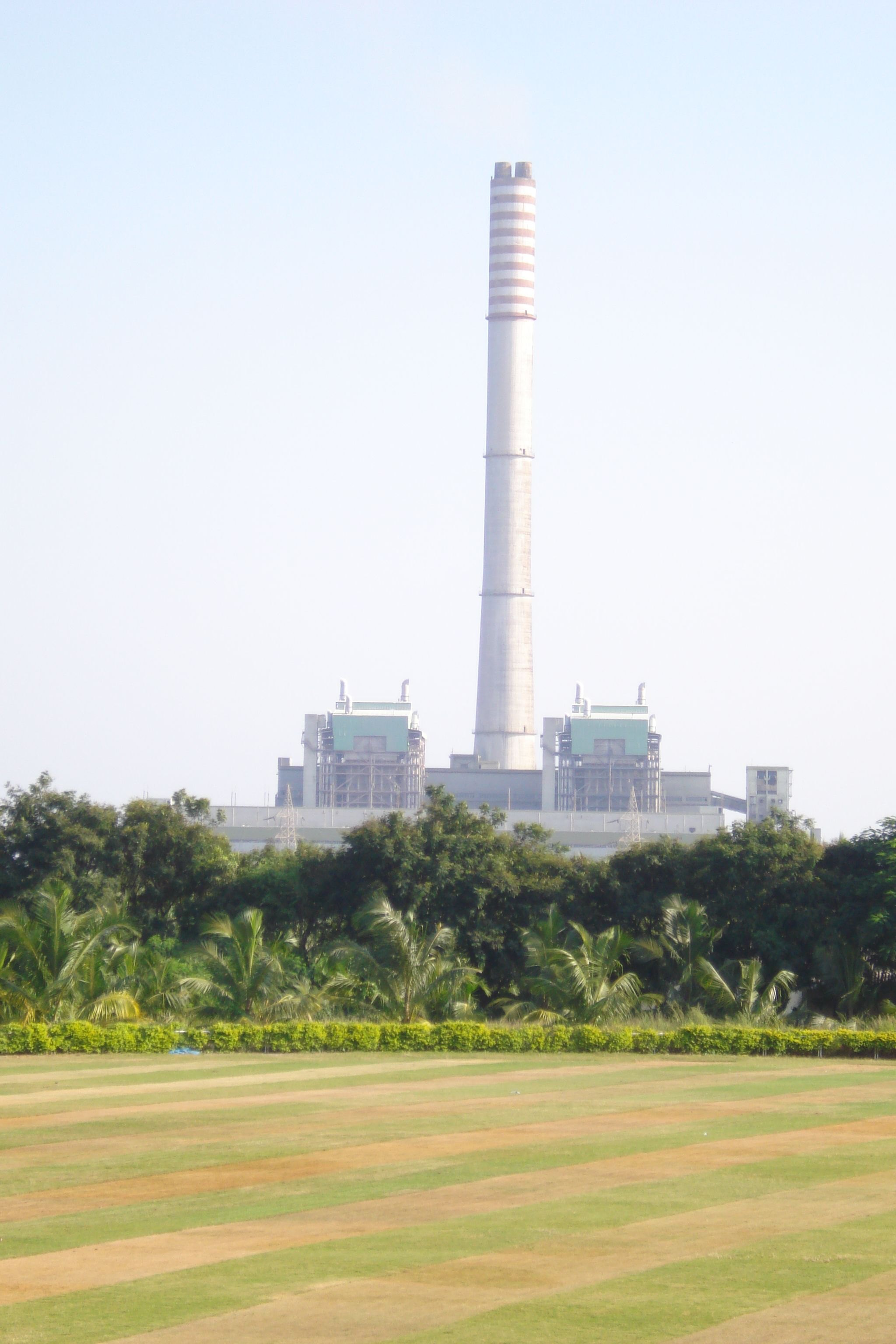
一座位於馬哈拉什特拉邦的火力發電廠。

由於印度於2024年降水量低於預期，導致當年4月的水力發電不足，印度電力產業轉而大量利用燃煤發電。根據印度電網控制有限公司發表的4月報告，該月第一週燃煤發電在總發電量中的佔比已增至77%。這是一種戰略反應，目的為滿足夏季和即將到來選舉之前不斷增長的電力需求。這種短期內對煤碳的依賴突顯出該國能源安全與其清潔能源目標之間所存的緊張關係。

### 燃煤電廠的污染問題

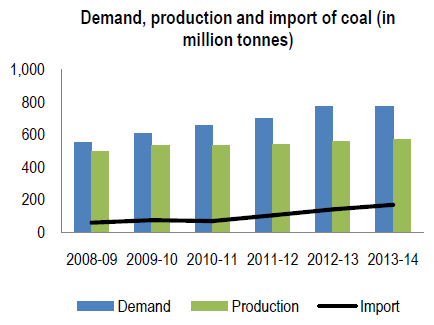
印度煤碳的需求、生產及進口數量（單位：百萬公噸）。

根據2020年的數據，印度商業電力需求佔總發電量的74%，其中由煤碳生產的約為72-75%。印度公用事業發電在2019-20年期間共消耗6.2222億噸煤碳，比2018-19年期間的6.2894億噸減少1%。然而公用事業用來發電的煤碳進口量從2018-19年的6,166萬噸增加到次年的6,922萬噸（增加12.3%）。印度煤碳儲量很大部分與岡瓦納煤碳（Gondwana coal）類似：熱值低、灰分高，燃料價值較差。平均而言，印度所產煤碳的總熱值 (GCV) 約為4,500千卡/公斤（ Kcal/kg），而澳洲煤碳的GCV約為6,500千卡/公斤。結果是使用印度煤的電廠每發電千瓦時要消耗約0.7公斤煤碳，而美國電廠每發電千瓦時僅消耗約0.45公斤煤碳。 印度於2017年進口近1.3億石油當量噸（簡稱toe，近2億噸）動力煤和煉焦煤（佔總消耗量的29%），以供應國內電力、水泥和鋼鐵生產之用。
印度智庫科學與環境中心將印度煤電產業評估為世界上資源浪費和污染最嚴重的產業之一，部分原因是印度煤碳的灰分含量較高。印度環境、森林和氣候變化部因此強制要求城市、生態敏感地區和其他嚴重污染地區的發電廠使用灰分含量降至34%（或更低）的煤碳。。
在印度批准新火力電廠建設和啟用之前，必須經過詳細的審查，其中包括環境影響評估。印度環境、森林和氣候變化部製作有一份技術指導手冊，以協助提案者降低火力發電廠對環境造成污染。截至2016年，公用事業和自備發電行業的現有燃煤發電設備每MW裝置容量估計需近1,250萬印度盧比來安裝污染控制設備，以符合最新排放標準要求。但大多數燃煤發電廠並沒依照規定安裝煙道氣脫硫裝置。印度中央污染控制委員會（CPCB）於2020年4月宣佈該國有超過42,000MW的火力發電廠已超過使用年限。印度也禁止進口用作為燃料的石油焦。印度是《巴黎協定》的簽署國，正在減少燃煤發電以控制溫室氣體排放。會定期監測公用電力部門（不包括自備發電廠）燃煤、燃油和燃氣發電廠的懸浮微粒、氮氧化物和硫氧化物排放（不包括濕式冷卻塔懸浮微粒排放和煙道氣中汞排放）。
印度政府允許邦和中央發電廠透過靈活的煤炭連動互換 - 從低效率電廠轉移到高效率電廠，從遠離煤礦的電廠到靠近礦場的電廠，以盡力降低煤碳運輸費用，把發電成本降低。雖然公用事業部門消耗的煤碳進口量正在下降，但由於當地煤碳產量無法滿足自備燃煤電廠的需求，該國動力煤的進口總量卻在增加。印度正引入單一現貨拍賣/交易，供所有類型的煤碳消費者利用。
於2021年，印度發電廠的二氧化碳排放大部分由燃燒煤碳而來，佔總量的96.7%。天然氣佔排放量的佔2.6%，石油排放的僅佔0.5%。

### 老舊火力發電廠除役

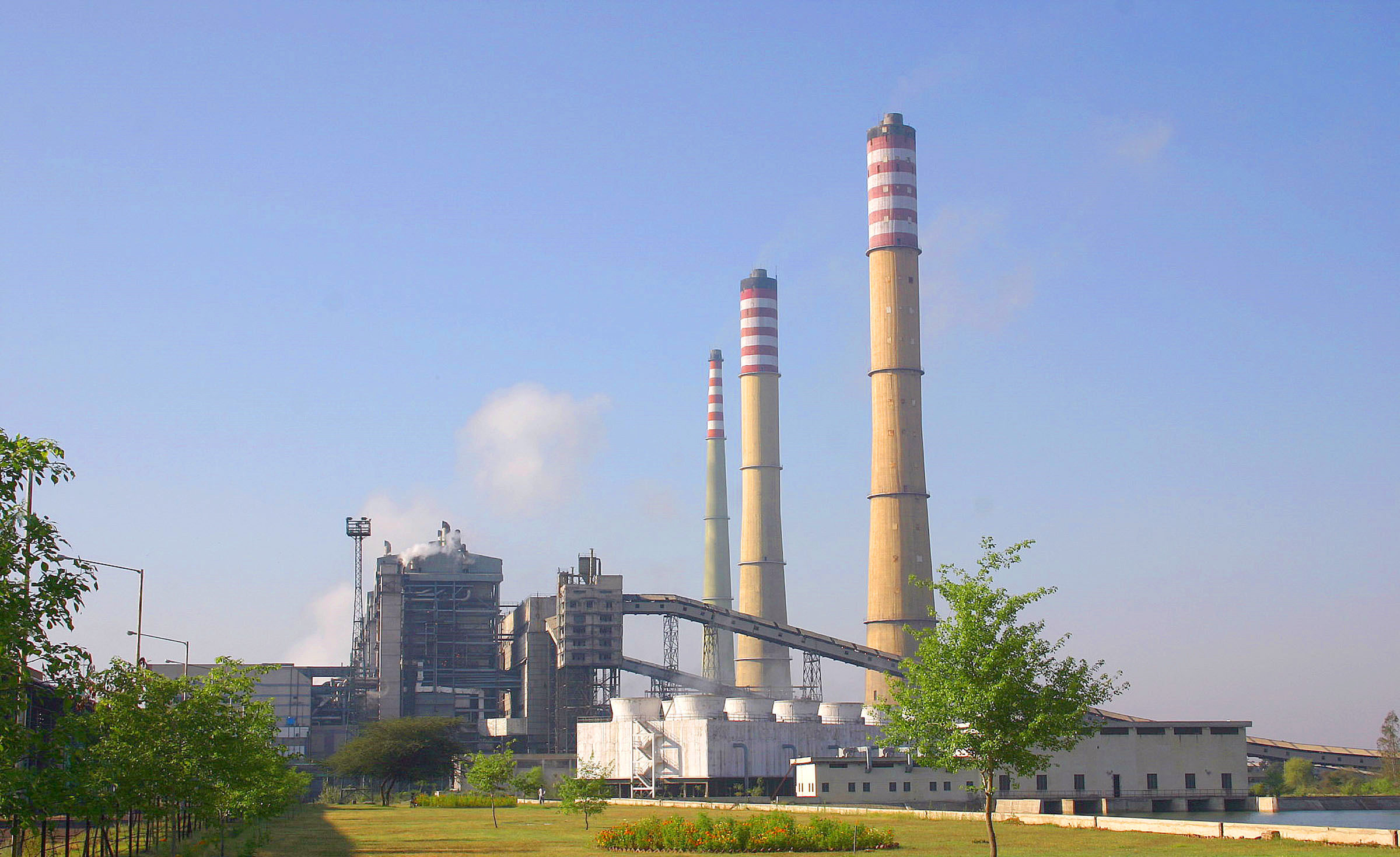
位於拉賈斯坦邦的一座火力發電廠。

印度的燃煤、燃油和燃氣發電廠效率低下，改用成本更為便宜的再生技術在減少溫室氣體排放方面有巨大的潛力。印度火力發電廠每生產千瓦時排放的二氧化碳比歐盟 (EU-27) 發電產業的平均量高出50%至120%。該國中央政府計畫將已使用至少25年、污染嚴重的燃煤發電廠（總裝置容量為11,000MW）淘汰。截至2018年，自備發電產業還沒類似的除役計畫。總部設於倫敦的非營利智庫Carbon Tracker於2020年估計淘汰使用20年或以上的老舊燃煤發電廠，以及售電價格超過4印度盧比/千瓦時的在建燃煤電廠，並採用新的再生能源發電會更為經濟，因為這些燃煤發電廠給印度帶來沉重的經濟負擔。
一些柴油發電機組和燃氣渦輪機廠也於2016年除役，而這些機組最適合作為備用發電用途。

### 再生能源併網
印度承諾要在2027年前完成安裝275,000MW的再生能源發電容量。現有的基本負載燃煤和燃氣發電廠需要足夠靈活，以隨時補充由間歇性再生能源生產電力的不足。此外，現有燃煤發電站的升高發電、降低發電、溫啟動、熱啟動能力對於配合再生能源發電的頻繁變化具有重要的作用。印度也同時研究在以太陽能、風電等靜態發電為主的情況下，利用除役燃煤發電機作為同步調相機來改善電網慣性。由於太陽能光電發電廠在夜間處於閒置狀態，因此此類電廠安裝的逆變器的無功功率能力也可在夜間用於解決由於輸電線路上負載低而引起的非常高電壓問題。風能和太陽能發電廠也能在提高下降的電網頻率方面提供快速的頻率慣量響應。併網逆變器還可透過太陽能、風能和電池等基於逆變器的資源提供黑啟動電力以重新啟動故障的電網。

### 天然氣供應限制
截至2014-15財政年度末，天然氣發電廠（包括開始供應天然氣後準備投產的發電廠）裝置容量接近26,765MW。由於該國嚴重缺乏天然氣，且進口LNG的價格過於昂貴，這些電廠的整體容量因子 (PLF) 僅為22%。許多發電廠因天然氣供應不足而須全年關閉。印度在標準狀況下，光是電力部門的天然氣短缺量就接近每天1億立方公尺。在發電中從進口煤碳轉向使用LNG的損益平衡價格估計約為每百萬英熱單位6美元（20美元/MWh）。印度政府已採取措施，透過免除進口關稅和稅收來提高燃氣電廠的發電量。

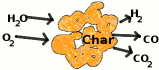
生物碳/煤的氣化流程。

將煤碳或褐煤，或是石油焦，生物質氣化，可產生合成氣（也稱為煤氣或木煤氣），它是氫氣、一氧化碳和二氧化碳的混合物。煤氣可透過低壓高溫的費托合成轉化為合成天然氣。如果煤礦位於地下深處或開採成本過高，也可直接將地下煤碳氣化以生產煤氣。合成天然氣生產技術可望顯著改善印度的天然氣供應。 位於Dankuni的採煤綜合體所生產的合成氣透過管道輸送到加爾各答的工業用戶。許多以煤碳製造化肥的工廠也可經低成本改造，以生產合成天然氣。估計合成氣的生產成本可能低於每百萬英熱單位6美元（20美元/百萬瓦時）。
天然氣在過去被當作一種發電用的過渡燃料，燃燒天然氣所排放的二氧化碳比燃煤的減少50%以上，可幫助印度爭取時間，從燃煤發電逐步轉向更為環保的再生能源發電。在印度，再生能源發電已經比燃煤和燃氣發電更便宜，因此過渡燃料的概念已不如以往重要。

### 核電

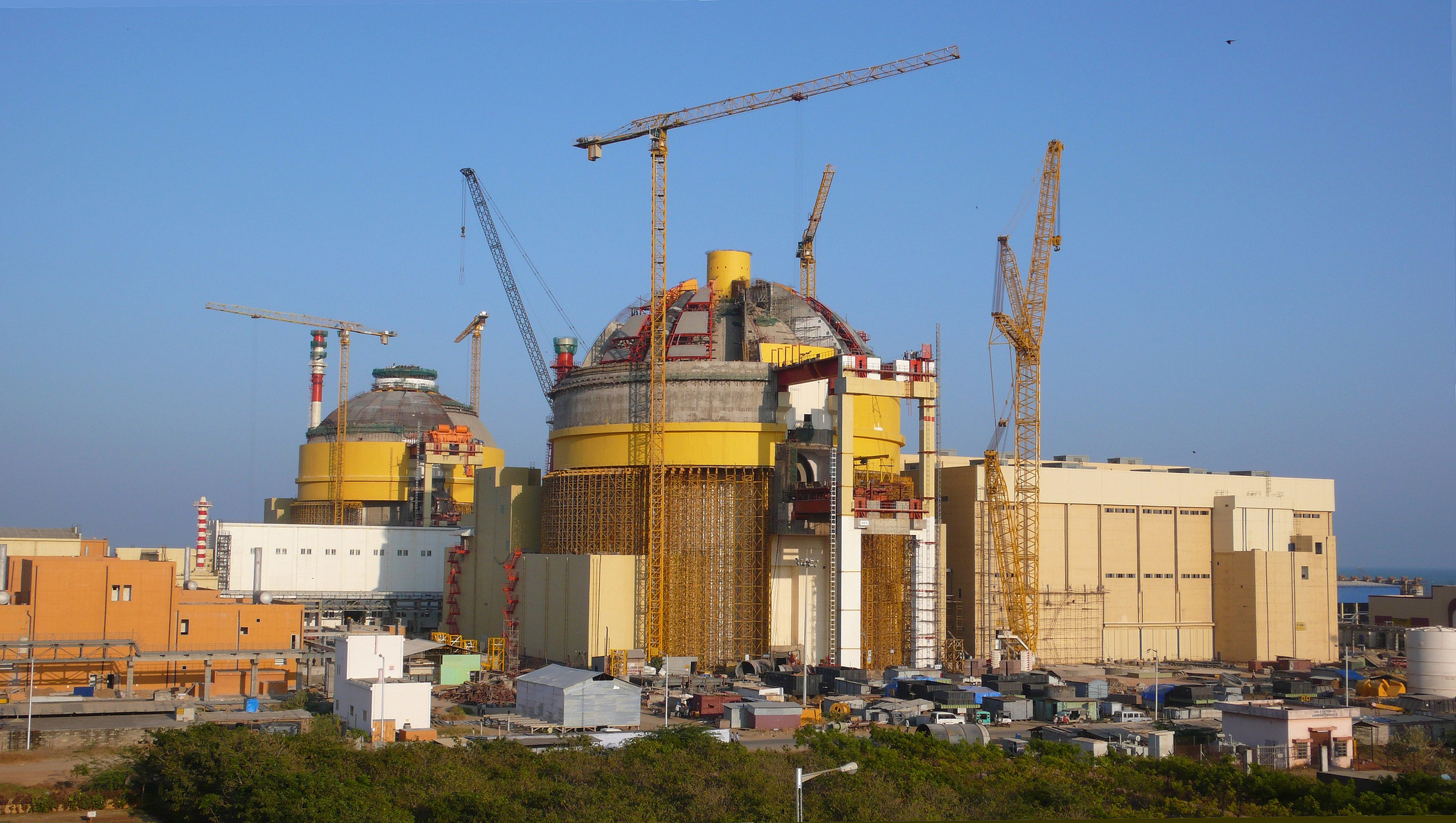
攝於2009年，興建中的庫丹庫拉姆核電廠（簡稱KNPP，位於坦米爾拿督邦）是印度單一最大的核電廠，有兩部容量1,000MW的發電機組。

截至2022年3月31日，印度核電的裝置容量為6.78吉瓦，佔公用事業發電總裝置容量近1.7%。 2021-22財政年度核電廠發電量為470.63億度，容量因子為79.24%。
印度於1964年開始發展核能發電。與美國奇異公司簽署一項協議，以建設和啟用塔拉普爾（於馬哈拉施特拉邦）的兩個沸水反應爐。 這項工作於1967年被劃歸印度原子能部管轄。印度與加拿大於1971年合作在拉賈斯坦邦建立第一座加壓重水反應爐 。
該國於1987年成立印度核電有限公司，將核電商業化。印度核電公司是個國營企業（印度政府全資擁有），由原子能部管轄。這家公司制定有頗具雄心的計劃，預定在2032年前建立總計達63吉瓦的核能發電廠。
印度的核能發電受到許多保障和監督。其環境管理系統已通過ISO-14001認證，並接受世界核能營運商協會的同儕審查，包括啟動前審查。印度核電有限公司在2011年的年度報告中評論說，其最大的挑戰是處理公眾和政策制定者對核電安全的看法，特別是在日本福島第一核電廠事故發生之後。
印度迄2011年擁有18座運行中的加壓重水反應爐（PHWR），另有4個（裝置容量2.8吉瓦）計畫投入啟用。印度正在啟動其第一座原型快速中子增殖反應爐，使用的鈽基燃料是由第一級反應爐用過核燃料加工處理後而得。此原型反應爐位於坦米爾那都邦，容量為500MW。
印度在以下各邦設有核電廠：馬哈拉施特拉邦、古吉拉特邦、拉賈斯坦邦、北方邦、泰米爾納德邦和卡納塔克邦。反應爐的發電裝置容量分別在100MW至1,000MW之間。位於坦米爾那都邦的庫丹庫拉姆核電廠（KNPP）是印度單一最大的核電廠。 KNPP 1號機組於2013年7月投入運作，發電容量為1,000MW，而2號機組於2016年達到臨界狀態。兩座增添的反應爐在興建中。該工廠曾發生多次停機，需要專家小組介入調查。位於古吉拉特邦的卡克拉帕原子能電廠二期首台700MW加壓重水反應爐機組於2020年7月實現首次臨界，預計於2022年12月開始商業運行。
印度於2011年在圖馬拉帕萊礦區發現鈾的礦藏，是該國最大的鈾礦，也可能是世界上最大的鈾礦之一。儲量估計為64,000公噸，也可能高達150,000公噸。開採工作於2012年開始。
印度核能發電量佔全球的1.2%，在核能發電國家中排名第15。印度的目標是到2032年透過核電滿足國家電力需求的9%，到2050年滿足國家電力需求的25%。位於馬哈拉什特拉邦的齋塔普爾核電計畫是印度最大的核電廠項目，印度在2018年3月10日與法國電力集團簽署協議，將共同開發此案。
印度政府另外也在開發多達62座核子反應爐，大部分將使用釷作為燃料，預計到2025年投入運作。是迄今世界上唯一專注於釷燃料發電的國家。

## 再生能源

印度由不同再生能源生產的電力。

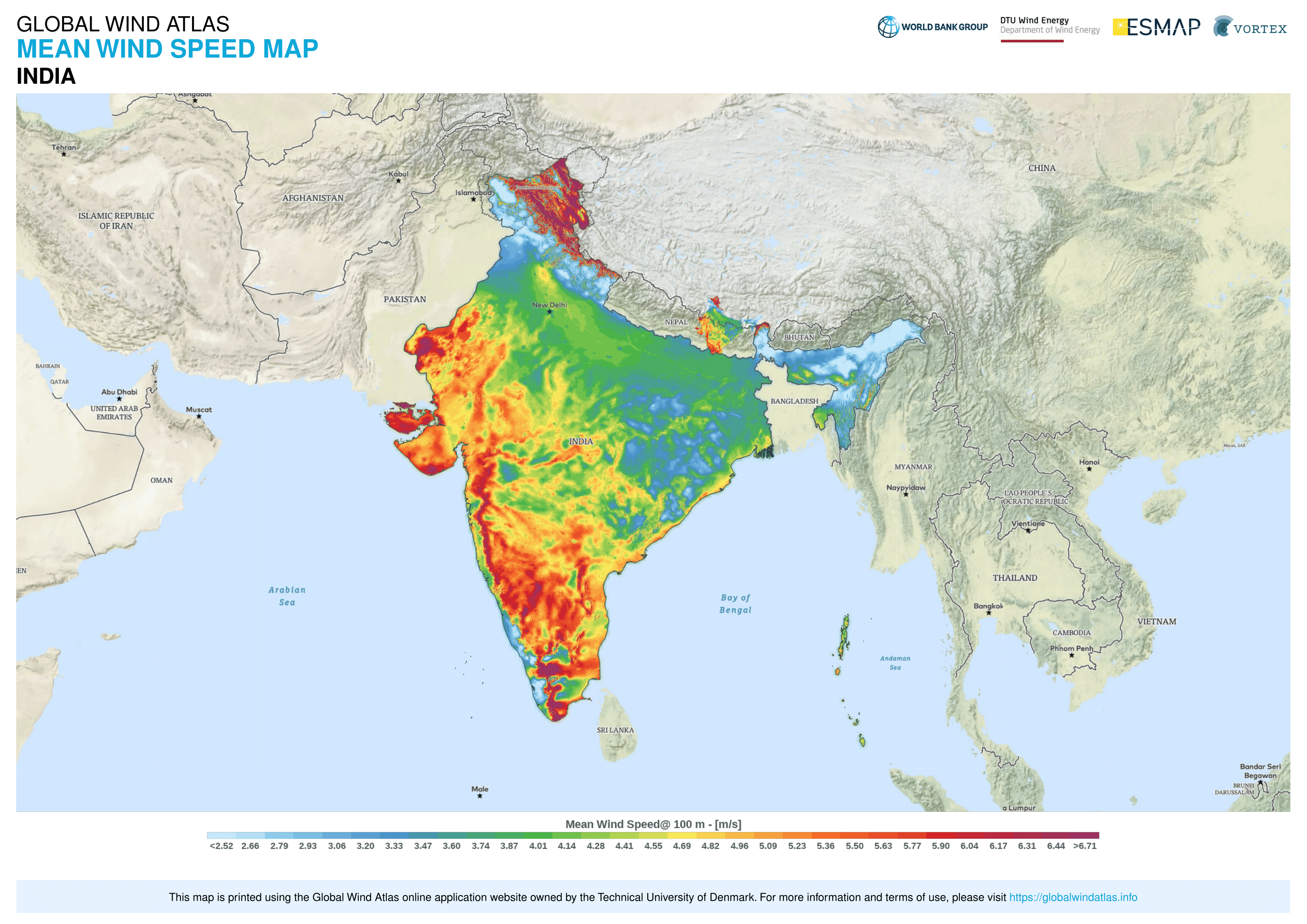
印度離開地面100公尺的平均風速（公尺/秒）。

印度截至2021年8月12日的非傳統再生能源發電裝置容量為100吉瓦，傳統再生能源（大型水力發電）發電裝置容量為46.21吉瓦。同時約有50吉瓦的項目正在開發中，還有27吉瓦的項目已招標但最終結果尚未決定。穩定且可調度的再生能源電力 (firm and dispatchable renewable electricity ，簡稱FDRE) 價格已於2024年8月降至4.98印度盧比/千瓦時（0.06美元/千瓦時），比印度新的鄰近煤礦的燃煤發電廠電價便宜。
| 種類                             | 容量 (百萬瓦) |
| -------------------------------- | ------------- |
| 風能                             | 46,162        |
| 太陽能，包括未聯結電網的發電設施 | 82,637        |
| 小型水力發電                     | 5,005         |
| 以生物質及生物燃氣為燃料         | 10,355        |
| 廢棄物轉製能源                   | 591           |
| 合計                             | 144,751       |

### 水力發電

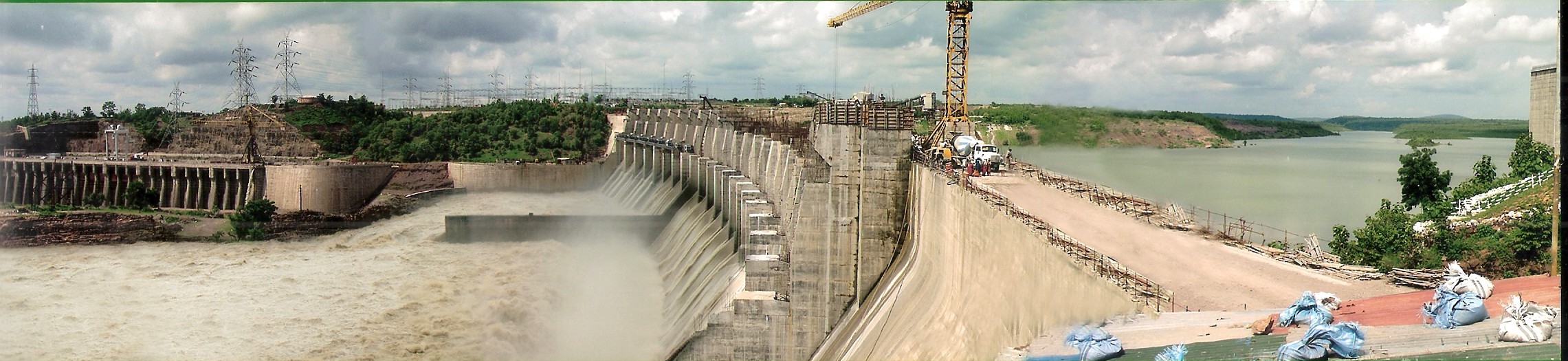
攝於2008年，部分完工的印地拉·薩加爾水壩（位於中央邦），其規模是印度迄今最大的一座。

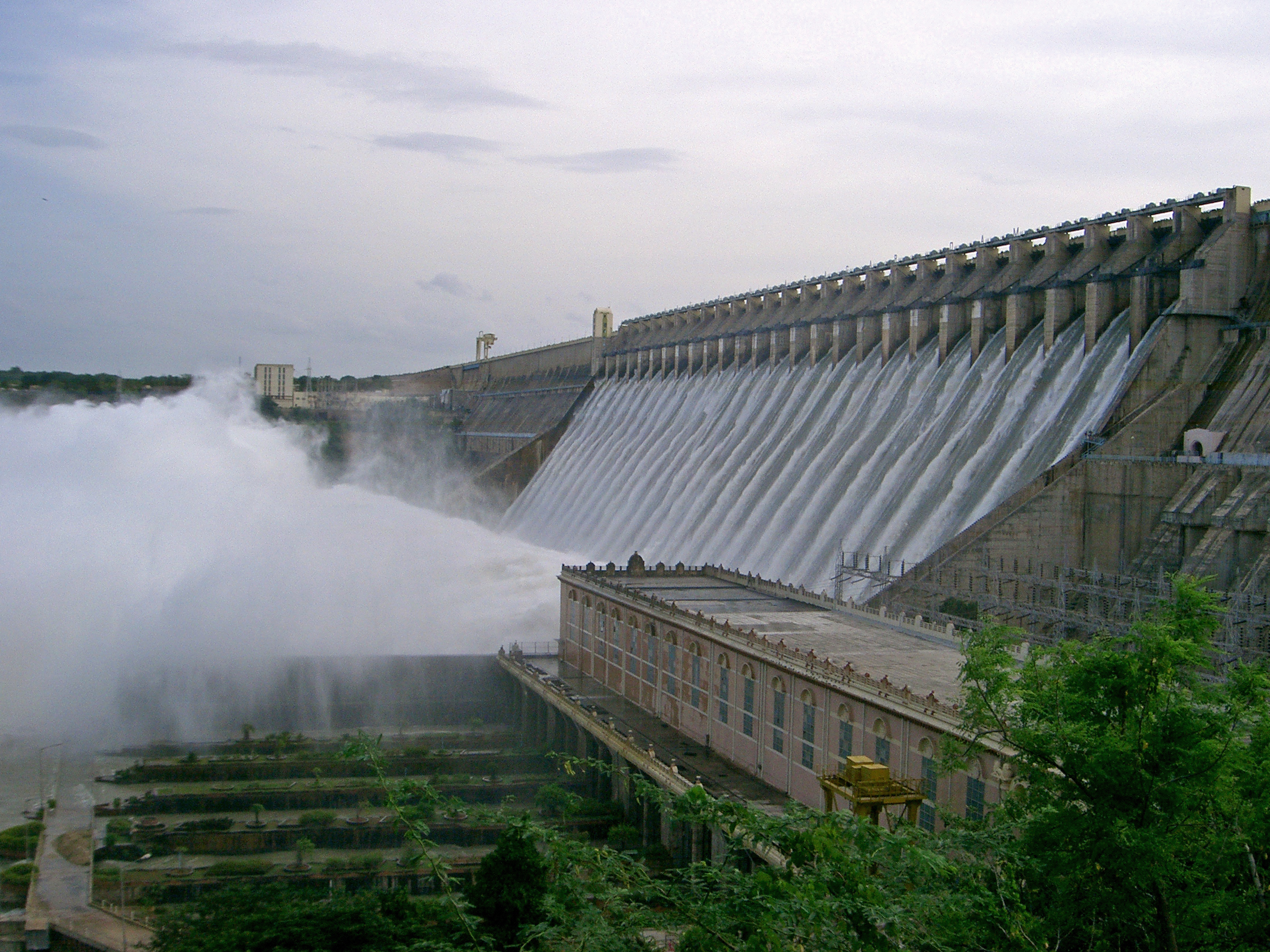
印度中南部克里希納河上的納加朱納·薩加爾水壩水利工程（含一座810MW抽水蓄能發電廠）。

位於大吉嶺和濕婆三摩地瀑布的水力發電廠，分別建於1898年和1902年，是亞洲最早建成的水力發電廠之一。
印度的水力發電潛力估計約為125,570MW（假定容量因子為60%）。印度的水力發電潛力在全球排名第四，尚未充分利用，估計可行水力發電量（包括抽水蓄能發電在內）會隨著技術改進，以及其他能源成本的變化而變化。此外另有估計為6,740MW的小型、微型和超小型水力發電潛力，以及56個抽水蓄能項目地點，總容量為94,000MW。印度的太陽能光電與抽水蓄能電站於2020年的電價已低於煤電價格，既能提供基本負載，也能提供尖峰負載電力。
截至2024年3月31日，印度水力發電裝置容量為46,928MW，約佔公用事業總裝置容量的10.7%。小型、微型和超小型水力發電機又增加5,005MW的容量。上市公司於此產業的容量佔比達到97%。該國從事水力發電開發的公司有國家水力發電公司（NHPC）、東北電力公司（NEEPCO）、SJVN （SJVN）、THDC India Limited和印度國家火力發電公司。
抽水蓄能方案可為集中式尖峰負載發電廠提供負載管理支持。當河流氾濫時，此方案還可利用多餘水量免費產生二次/季節性電力。透過替代系統（例如電池、壓縮空氣儲能技術等）儲存電力比備用發電機發電的成本更高。印度已經建立近4,785MW（47.85億瓦）的抽水蓄能能力，是該國水力發電系統中構成因素之一。
水力發電是一種低碳、可再生的能源。然其優點不僅限於發電。在能源轉型和氣候變化的背景下，它的許多其他服務會更形重要，包括平衡和輔助電網作用。此外，水力發電還有防洪、灌溉、配水、娛樂設施和污水控制等功能。
印度電網控制有限公司於2024年4月指出當年3月份的水力發電產量比去年下降11%，導致該國對煤電的依賴度更大，而突顯出水力發電對降水的敏感度,，及對印度能源結構所具的影響力。

### 太陽能

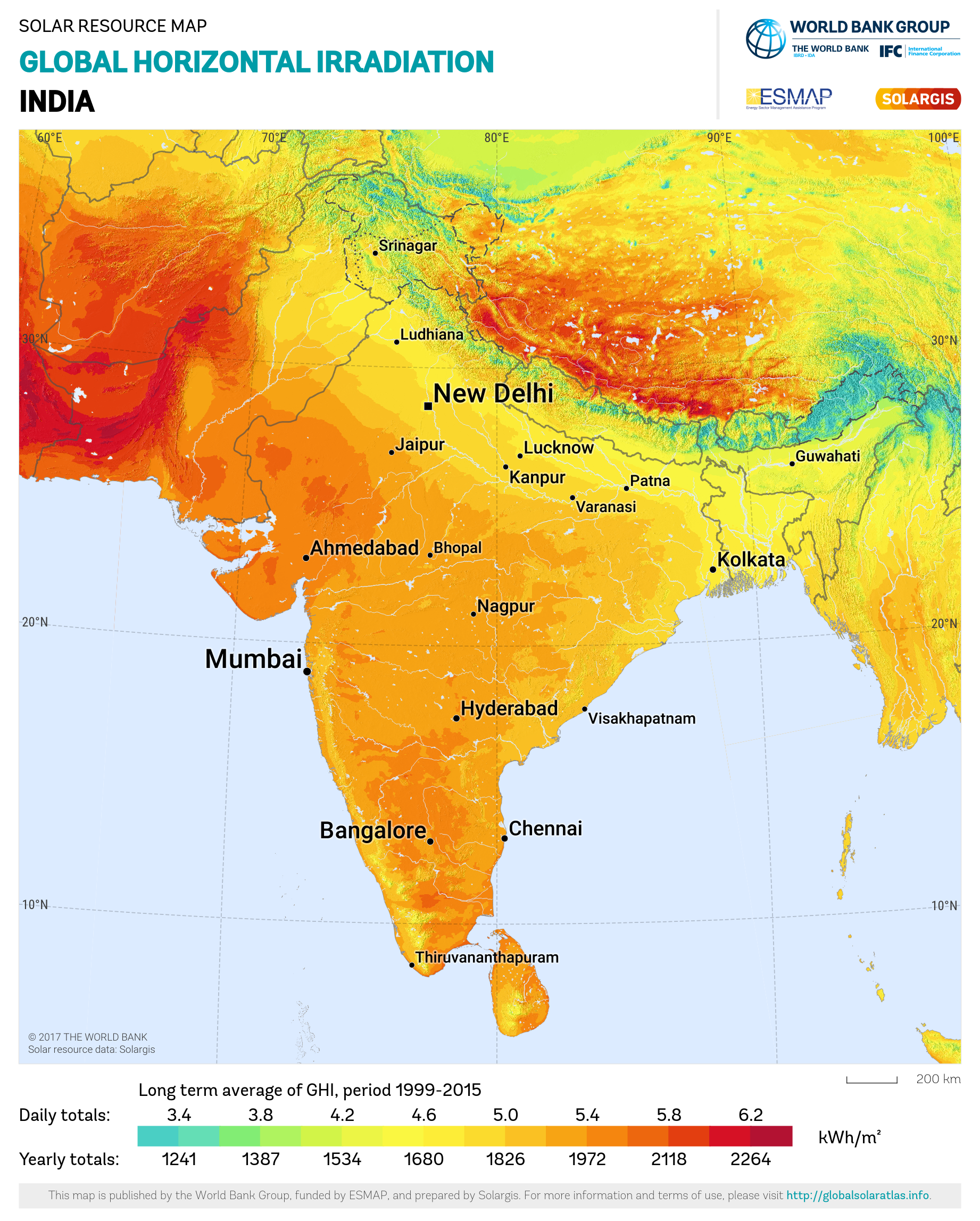
印度地區的地面太陽輻射（1999年-2015年平均值）。

矽太陽能光電面板的價格自1977年以來大幅下降，使得此種發電變得越來越具有成本效益。而化石燃料終有枯竭之日，價格會越來越貴。

印度的太陽能發電產業具有巨大潛力，然而此潛力迄今僅有少數被開發利用。印度陸地每年的太陽輻射量約為5,000兆千瓦時（兆=萬億），採用已有成熟技術，平均每日太陽能發電潛力即有每平方公尺土地0.25千瓦時。截至2024年3月31日，印度於此的裝置容量為81.813吉瓦，佔公用事業發電量近6.7%。印度是全球第三大太陽能發電國家。太陽能光電發電廠每MW裝置容量需要近2.0公頃（0.020平方公里）的土地。印度可在該國土地面積的1%（約32,000平方公里）上安裝容量為133萬MW（133百萬MW，或133萬億瓦）的太陽能光電面板。印度各地存在大片貧瘠、光禿、缺乏植被的土地，佔全國總面積的8%以上，可供太陽能光電發電所用。
如果將這些無用土地中的3.2萬平方公里用於太陽能光電發電，估計一年可產生2,000吉瓦的電力，是該國2013-14年總發電量的兩倍。以2.75印度盧比/千瓦時（度）的價格和每年180萬度/的發電量計算，表示這類土地年生產力/產量為每公頃100萬印度盧比（12,000美元），與許多工業區相比毫不遜色，且高出許多良好農地許多倍。在貧瘠的土地上建造太陽能光電發電廠具有可替代印度所有化石燃料能源需求（天然氣、煤碳、褐煤和原油）的潛力，並可能提供與美國/日本相當的人均能源消耗，以滿足其人口轉型期間達到峰值人口的需求。
印度的太陽能光電電力於2020年11月的銷售價格降至每千瓦時2.00印度盧比（2.4美分），低於印度任何其他形式的電力。。於2020年，印度的太陽能光電與抽水蓄能、電池儲能結合的電價在基本負載和尖峰負載供電方面已低於燃煤電廠電價。

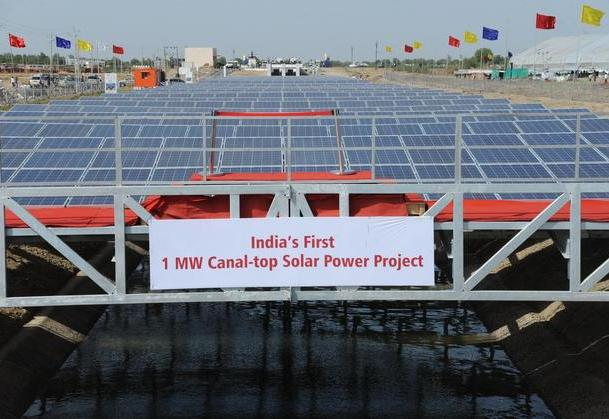
古吉拉特邦卡迪灌溉渠道上的太陽能光電發電項目。

徵地對於印度發展太陽能光電廠而言是個挑戰。一些邦政府正在探索解決土地供應問題的創新方法，例如在灌溉渠道上方部署太陽能光電面板，此法可收集太陽能，又能同時減少渠道內灌溉用水被陽光蒸發。古吉拉特邦率先實施渠道太陽能光電發電項目，利用整個邦19,000公里（12,000英里）長的納爾默達渠道網絡上覆蓋的太陽能光電面板發電。這是印度第一個此類項目。
與其他形式發電協同作用
太陽能光電的一個主要缺點是它只能在白天發電，而無法在夜間或多雲的白天發電。這項缺點可透過增加抽水蓄能等儲能方式來克服。擬議的一個聯結印度河流的大型多用途項目，設想利用沿海建立的水庫來利用河水，同時透過利用白天剩餘的太陽能電力以創造足夠的抽水蓄能容量。現有和未來的水力發電廠還可透過興建額外的抽水蓄能發電機組進行擴建，以滿足夜間電力所需。白天所需的大部分抽水功率可直接由太陽能發電提供。
另有聚光太陽能熱發電也成為比化石燃料電廠更便宜（5美分/千瓦時）和更清潔的負載跟隨發電廠。這種太陽能電廠可全天候響應需求，並在太陽能過剩時充當基本負載發電廠。聚光太陽能熱發電和太陽能光電的組合提供匹配負載波動的潛力，而無需建立昂貴的電池儲存。

### 風力發電

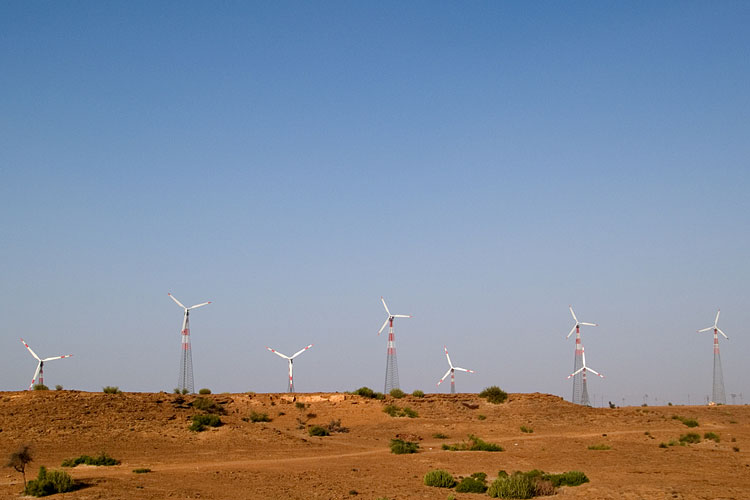
一位於拉賈斯坦邦的風力發電廠。

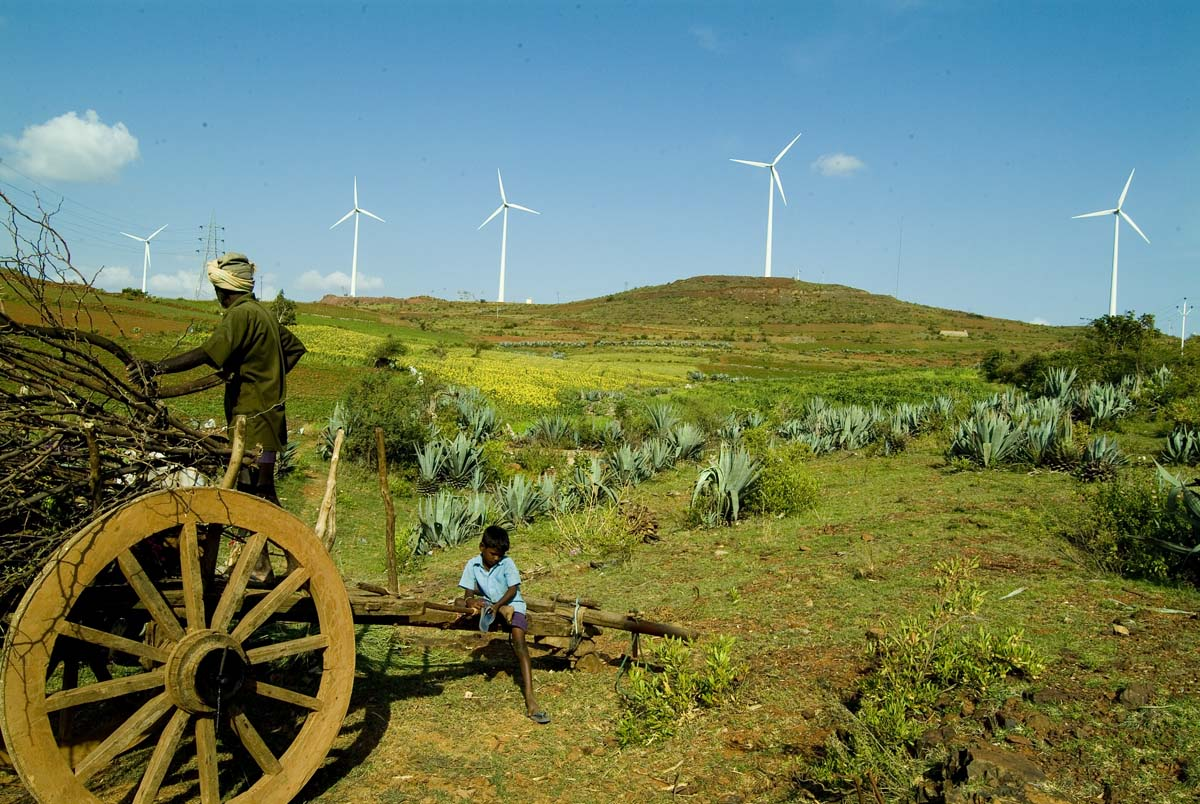
位於印度農村地區的風力發電機。

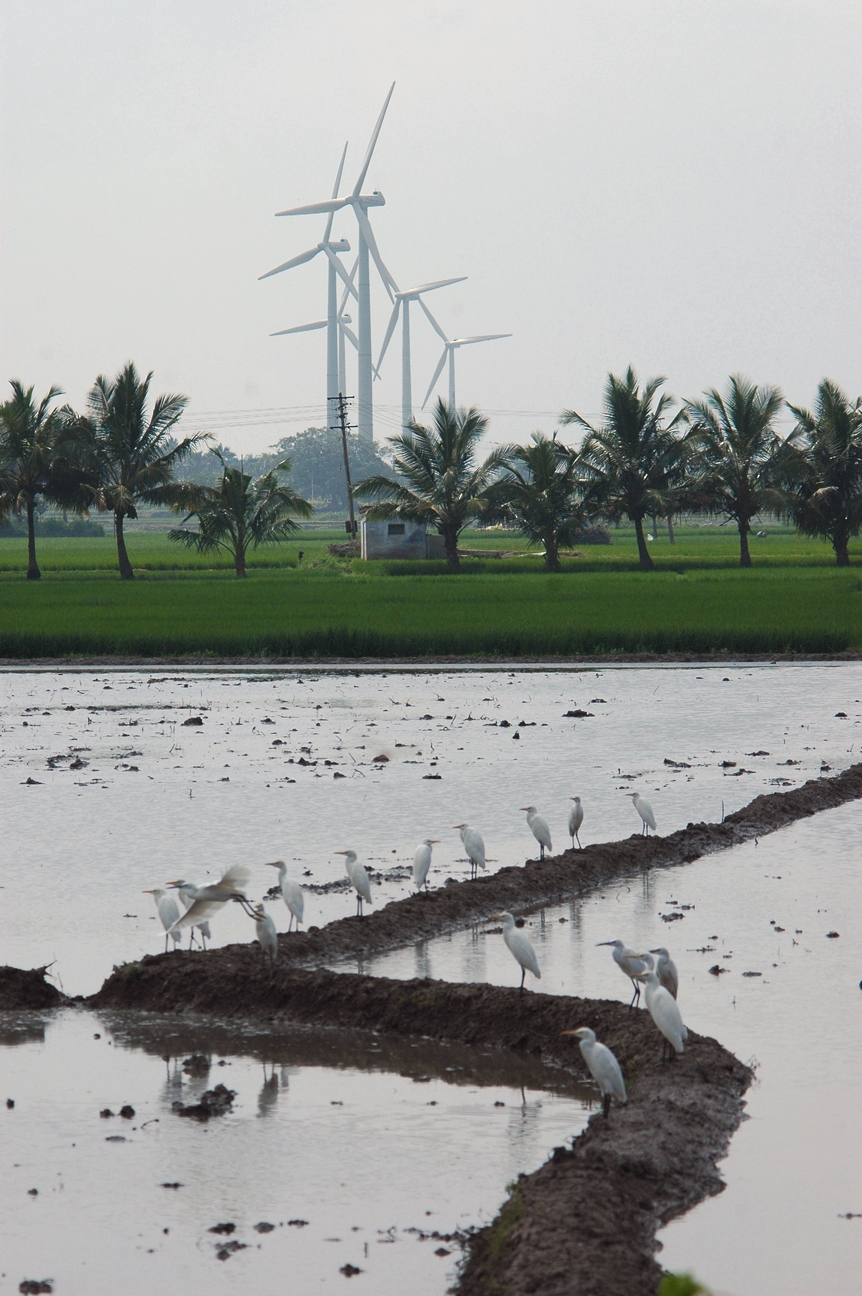
位於印度水稻田間的風力發電機。

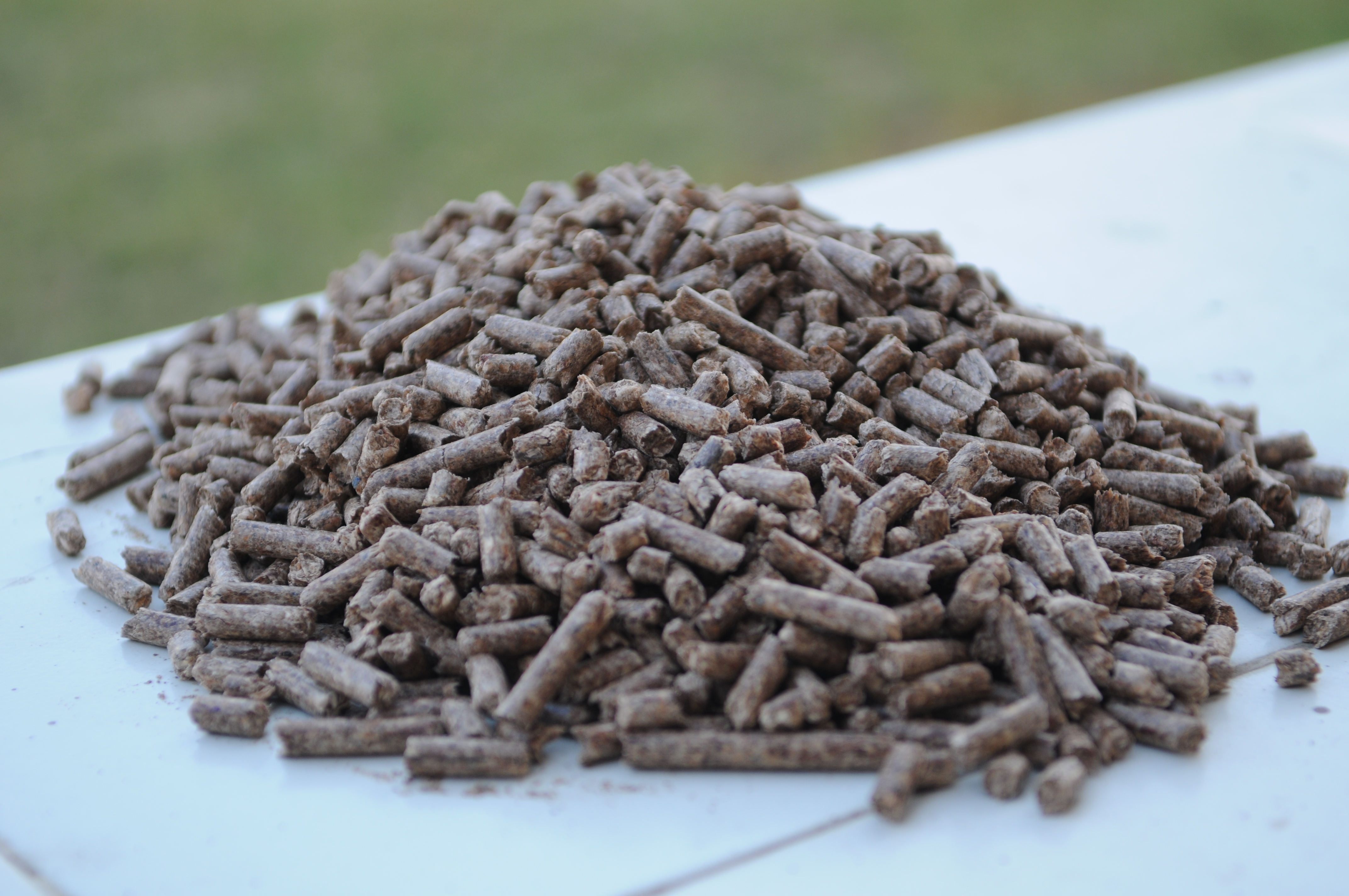
印度產的生物質顆粒燃料。

於2021年所做的一項研究，估計印度陸域風電發電潛力，在距地面100公尺處有302吉瓦，和120公尺處有695.50吉瓦。此估計數字顯然偏高，因為目前裝置容量平均運行容量因子僅在20%以下，而前述評估考慮的最低容量因子有30%。而在估計距離地面120公尺的695.50吉瓦潛力中，有132吉瓦的容量因子超過32%。
印度擁有世界第四大風電裝置容量（參見各國風力發電）。截至2023年8月31日，該國的風電裝置容量為44.081吉瓦，分佈於印度多個邦。 於2022-23財政年度，風電佔印度總裝置容量近10%，佔該國發電量的4.43%。風電電價約2.5印度盧比/千瓦時，是印度所有發電能源中最便宜的。
印度離岸風電潛力在水深50公尺處接近112吉瓦，在水深1,000公尺處接近195吉瓦。印度已公佈建立離岸風電計畫的招標詢價（RfQ）暫定時間表。離岸風力發電廠的均化電力成本(LCOE) 已降至每千瓦時50美元。

### 生物質能發電
生物質是産自生物體的有機物質，是種再生能源，可透過燃燒直接產生熱量，也可透過各種方法將其轉化為不同形式的生物燃料後間接使用，轉化方法大致分為加熱法、化學法和生化法。 生物質、甘蔗渣、林業及生活有機廢棄物、工業有機廢棄物、生物燃氣廠的有機殘渣以及農業殘渣和廢棄物都可用作燃料發電。印度每年有近7.5億噸無法用於餵牛的生物質。
印度生物質於2013年的供熱總量估計接近1.77億石油噸當量。印度有20%的家庭使用生物質和木炭作烹飪用途。在農村地區，這種生物質正被液化石油氣所取代，導致農民須將多餘的農業殘留物在田間燃燒，而成為附近城鎮空氣主要的污染來源。
焦化生物質
印度進口大量煤碳，經粉碎後在發電廠中燃燒發電。由於生物質有結塊問題，難以粉碎，不適合在此類粉碎機中處理。然而100%的生物質可經焦化後再粉碎，用來取代煤碳。可利用現有的燃煤發電廠煙道氣作為熱源進行焦化工作，而後與煤碳聯合使用。根據歐洲電廠的經驗，可加入20%焦化生物質與煤碳混燒，而無結渣或結垢問題。已有剩餘的農業/作物殘留生物質用於此目的。有人認為與其擔心污染而關閉/除役燃煤發電廠，不如對這些機組進行低成本改造，以利用生物質發電，印度在現有燃煤發電廠成功實施高達10%的生物質參與混燒。中央政府已規定自2022年10月起所有燃煤發電廠必須加入生物質（至少5%）混燒。
生物燃氣
印度於2011年啟動一項新舉措，展示中型生物燃氣與有機肥料試點工廠效用。政府批准21個項目，總容量為37,016立方公尺/天，其中2個項目已於2011年12月成功投產。印度在其使用生物燃氣發電的分散式/電網發電計劃下又投產158個項目，總裝置容量約為2MW。 印度於2018年設定生產1,500萬噸生物燃氣/壓縮生物燃氣的目標，安裝5,000座大型商業型生物燃氣廠，每座工廠每日可生產12.5噸壓縮生物燃氣。截至2022年5月，該國有近35個此類工廠在運作。生物燃氣廠廢棄的有機固體經焦化後可用供燃煤發電廠作為燃料。
生物燃氣的主要成分為甲烷，也可通過培養甲基球菌，以極少的土地和水資源生產出富含蛋白質的飼料，供家牛、家禽和魚類養殖用途。 工廠產生的二氧化碳廢氣可以低成本方式生產藻類油，尤其適合在印度等熱帶國家發展，未來或可取代石油為主的地位。
印度政府正在推動許多計劃以有效利用農村地區的農業廢棄物或生物質，提升當地經濟和就業潛力。印度最大的生物質能發電廠位於拉賈斯坦邦的錫羅希，裝置容量為20MW。 印度於2011年在比哈爾邦70個偏遠村莊安裝25套稻殼氣化爐系統，用於分散式發電，其中古吉拉特邦有1.20MW，泰米爾納德邦有0.5MW。印度有60家碾米廠也安裝有氣化器系統。

### 地熱能
印度的地熱能發電尚處於試驗階段，幾乎沒商業利用。估計印度擁有有10,600MW的可用地熱能。
拉達克的普加（Puga）和楚馬唐（Chumathang）地區被認為是印度最有前途的地熱田。這些區域在1970年代發現，印度地質調查局 (GSI) 在1980年代進行初步勘探工作。 印度國營的石油與天然氣公司能源中心與拉達克和列城拉達克自治山地發展委員會在2021年2月6日簽署一份諒解備忘錄，以開發當地的地熱資源。

### 潮汐能
印度新能源和再生能源部、印度政府和西孟加拉邦再生能源發展機構於2011年聯合批准並同意實施印度首個3.75MW杜爾加杜尼（Durgaduani）小型潮汐能發電計畫。
另一種潮汐能技術則是從表面波或海面以下的壓力波動中獲取能量。印度馬德拉斯理工學院海洋工程中心製作的報告，估計印度海岸每年的波浪能潛力為5至15MW/公尺，表明印度7,500公里海岸線理論上的最大發電潛力約為40吉瓦。然而實際上具有經濟價值的潛力可能遠低於此。
第三種利用海洋能的方法是海洋熱能技術。理論上這種方法可透過收集海水中捕獲的太陽能來發電，但似乎尚無特別進展。

## 輸電與配電

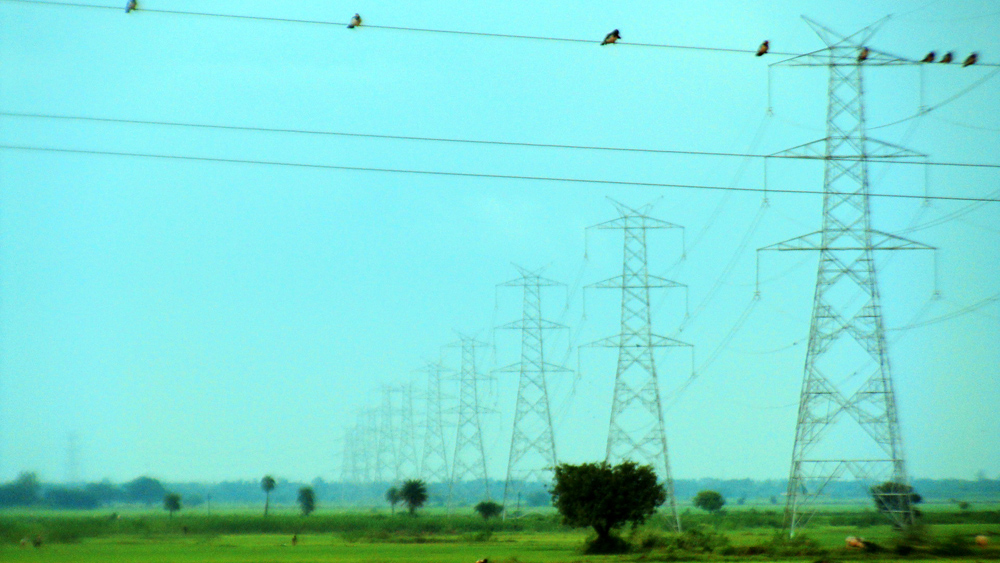
於印度東部的輸電網路。

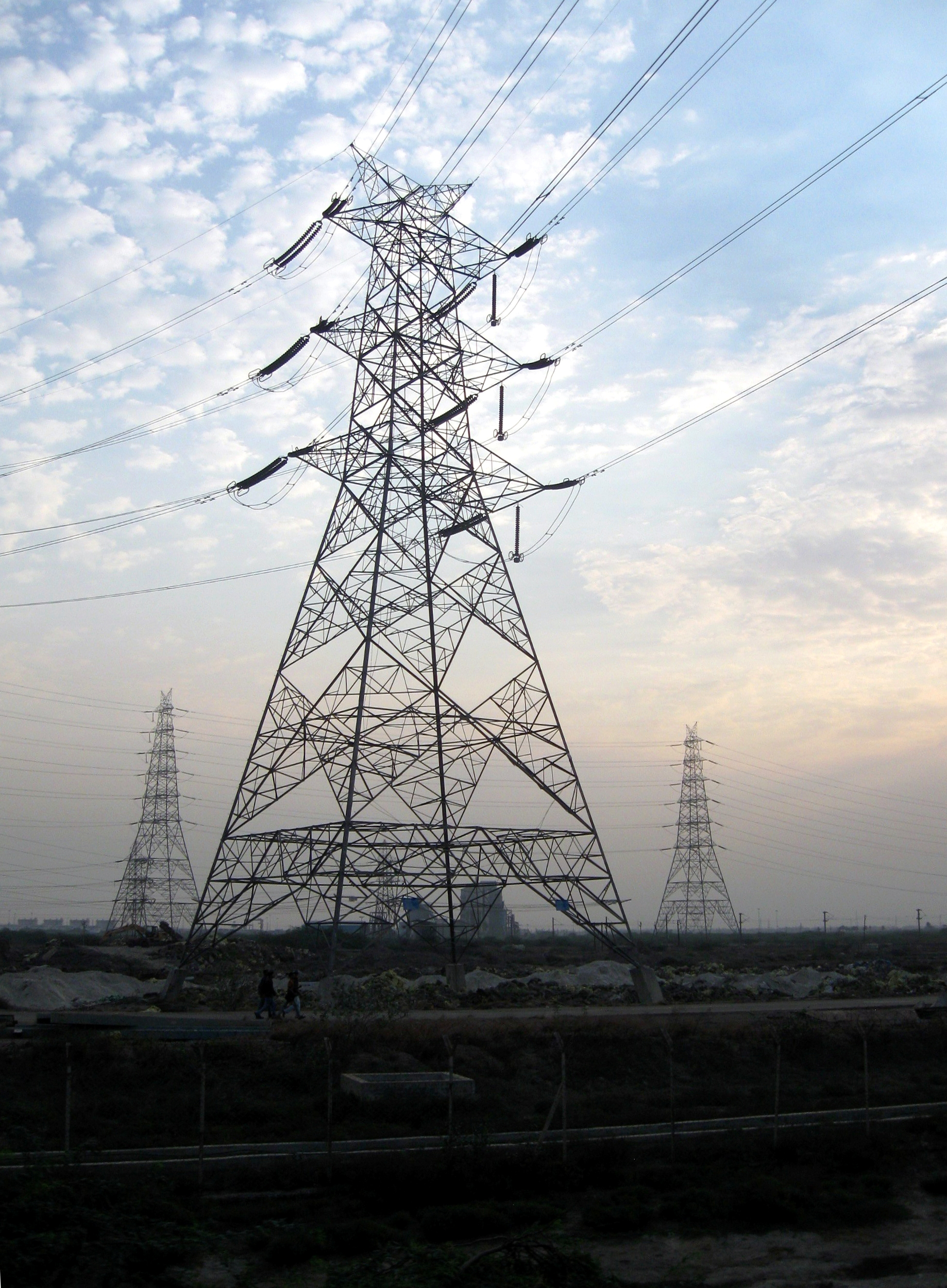
位於坦米爾那都邦欽奈恩諾爾附近的220千伏輸電線塔。

截至2013年，印度擁有單一廣域同步電網，覆蓋整個國家（偏遠島嶼除外）。截至2024年3月31日，高壓輸電線路（66千伏（KV）以上）的長度為817,972公里，傳輸與配電線路（66千伏以下）的長度為14,077,053公里。
| 容量                      | 變電所 (百萬伏安) | 傳輸線路 (電路公里) | 電路公里 / 百萬伏安比例 |
| ------------------------- | ----------------- | ------------------- | ----------------------- |
| [高壓直流 ± 220千伏及以上 | 22,500            | 15,556              | 0.691                   |
| 765千伏                   | 197,500           | 36,673              | 0.185                   |
| 400千伏                   | 292,292           | 173,172             | 0.707                   |
| 220千伏                   | 335,696           | 170,748             | 0.592                   |
| 220千伏及以上             | 847,988           | 396,149             | 0.467                   |

高壓輸電線路（220千伏以上）的總長度足以形成面積為266平方公里的方陣（即邊長為16.3公里的方格，平均每隔8.15公里至少有一條高壓線路）覆蓋全國。表示印度的高壓輸電線路比美國多出近20%。然而印度電網輸送的電力卻少得多。66千伏以上輸電線路裝置長度為649,833公里（403,788英哩）（全國平均4.95公里內至少有1條≥66千伏輸電線路）。截至2018年3月31日，二次輸電線路（400伏及以上）的長度為10,381,226公里（6,450,595英里）。總輸電線路（≥400伏）的分佈足以在全國形成面積為0.36平方公里的方陣（平均每隔0.31公里至少有一條輸電線路）。印度未來的電網將以太陽能、風電等分散式發電為主，不妥當的電網擴張會如布雷斯悖論所顯示，反而產生負面結果。
印度於2019年5月30日達到該國史上最大的峰值負載（182,610MW，即1,826.1億瓦）。 220千瓦級變電站最大實現容量因子接近60%。然而印度整體系統的運作在滿足高峰用電負載方面無法令人滿意，而導致法證工程研究啟動，設法處理癥結，並計劃在智慧電網進行資本投資，以盡力提高現有傳輸基礎設施的功能。
可用性基礎電價 (ABT) 的引入最初有助於穩定印度電網。 然而隨著電網有多餘的電力，ABT的用處已變得較少。印度北部受到2012年7月印度大停電（共計發生兩次）的影響，根據受影響的人數，此大停電是該國史上最大規模的電網故障事件。
印度於2017-18財政年度的輸電和商業 (ATC) 總損失接近21.35%，遠高於美國電力部門的ATC總損失（在218年僅為44,040億千瓦時供電量的6.6%）。印度政府設定的目標是到2017年將損失減少到17.1%，到2022年減少到14.1%。高比例的非技術性損失是由非法竊電、故障電表和不存在的發電所導致，而讓實際電力消費遭到低估，電費收入因而降低。在喀拉拉邦所做的一案例研究，估計更換故障電錶後可將配電損失從34%降低到29%。

## 電力貿易
印度國家電網與不丹同步互聯，與孟加拉國、緬甸和尼泊爾非同步互聯。目前有興建通往斯里蘭卡的海底輸電線互連線（印度-斯里蘭卡高壓直流互聯線路）的建議。新加坡和阿拉伯聯合大公國有興趣建立海底電纜聯結從印度進口電力，以減少自身的碳排放。
印度持續向孟加拉國、緬甸和尼泊爾出口電力已有時日，並從不丹進口該國多餘的電力。印度自2016-17財政年度開始一直是電力淨出口國，2021-22年出口數量為9,232吉瓦時，進口量為7,597吉瓦時。孟加拉國於2018年提議從印度進口10,000百萬瓦電力。
| 財政年度 | 不丹   | 尼泊爾 | 孟加拉國 | 緬甸 | 合計   |
| -------- | ------ | ------ | -------- | ---- | ------ |
| 2023-24  | +3,763 | -154   | -8,413   | -8   | -4,812 |

淨出口 (-) 和淨進口 (+)。上述對孟加拉國的出口不包括位於印度但未接入印度電網的1,600MW容量戈達火力發電廠]的出口。
為促進碳中和太陽能發電，印度倡議與英國及法國合作建立跨國電網綠色電網倡議，將其國家電網擴展，東至越南，西至沙烏地阿拉伯，橫跨幅度近7,000公里。由於印度處於此大電網的中心位置，將能夠以更便宜的價格進口境外多餘太陽能電力，以滿足早晚尖峰負載的電力需求，而無需建立成本昂貴的儲存設施。

## 監管與管理
印度電力部是該國監管電力產業的最高聯邦政府機構。電力部成立於1992年7月2日。除負責該國的電力計畫、政策制定及投資決定之外，還負責《印度電力法》（2003年）和該國《能源節約法》（2001年）的相關行政業務，並有責任在必要時對這些法案進行修訂，以滿足聯邦政府的政策目標。
電力是印度憲法第七附表列表III第38項的平行清單主題。在印度聯邦治理結構中，表示聯邦政府和印度各邦政府都參與制定電力產業的政策和法律。聯邦政府和各邦政府會簽署諒解備忘錄，以協助加速各邦的計畫。為向公眾發佈有關配電公司 (discom) 購電的訊息，印度政府最近開始每天在其網站上發佈數據。

### 電力交易
大宗電力購買者可透過反向電子拍賣設施每天購買短期、中期和長期的電力。反向電子拍賣設施交易的電價遠低於雙邊書面協議約定的價格。總部設於孟買的衍生性商品交易所 - 印度多商品交易所已申請在印度提供電力市場期貨的許可。印度聯邦政府也正在計劃逆向採購程序，讓擁有剩餘電力的發電商和配電公司可就長達一年的電力供應進行電子投標，以迅速確定電力市場價格。.
節能證書（PAT）、各種再生能源購買義務（RPO）和再生能源證書（REC）也會定期透過電力交易所進行交易。

### 國營電力公司
印度電力部負責管理該國涉及發電的所有國營公司。包括印度國家火力發電公司、內維利褐煤公司、SJVN、達莫達爾谷公司、國家水力發電公司和印度核電有限公司。印度電網公司也由該部管理，印度電網負責各邦間電力傳輸和國家電網的發展。
印度電力部與各邦政府合作處理與各邦政府之下電力公司相關事務。邦營電力企業的例子包括有泰倫加納邦電力公司、安得拉邦電力有限公司、阿薩姆邦電力有限公司、泰米爾納德邦電力委員會、馬哈拉施特拉邦電力委員會、喀拉拉邦電力委員會、西孟加拉邦配電公司公司和古吉拉特邦電力監管委員會。

### 電力基礎設施融資

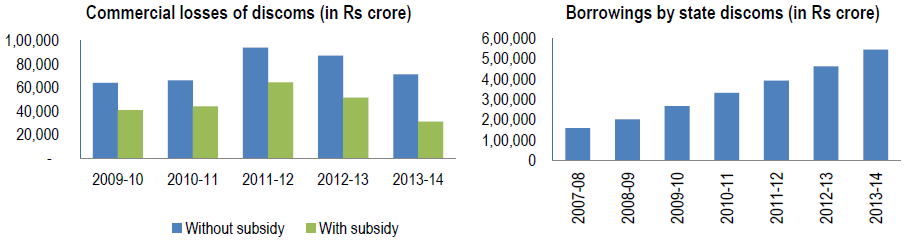
國營電力公司的借款和虧損。

印度電力部管理農村電氣化有限公司和電力金融有限公司。這些政府的公共部門企業為印度的公共和私人電力基礎設施項目提供貸款和擔保。由於提供過多的發電廠建設貸款，以高達75%的資產估價以提供融資和高估發電容量，導致該國有400億至600億美元的擱淺資產。中央和地方政府的發電企業之所以能夠安然度過此次危機，是因為它們與國有壟斷配電企業所簽訂的購電協議（PPA）採用成本加成定價模式，電價高於市場均價，並且免除競爭性招標程序。同時，各個部門享有眾多的直接或間接補貼。

### 人力資源開發

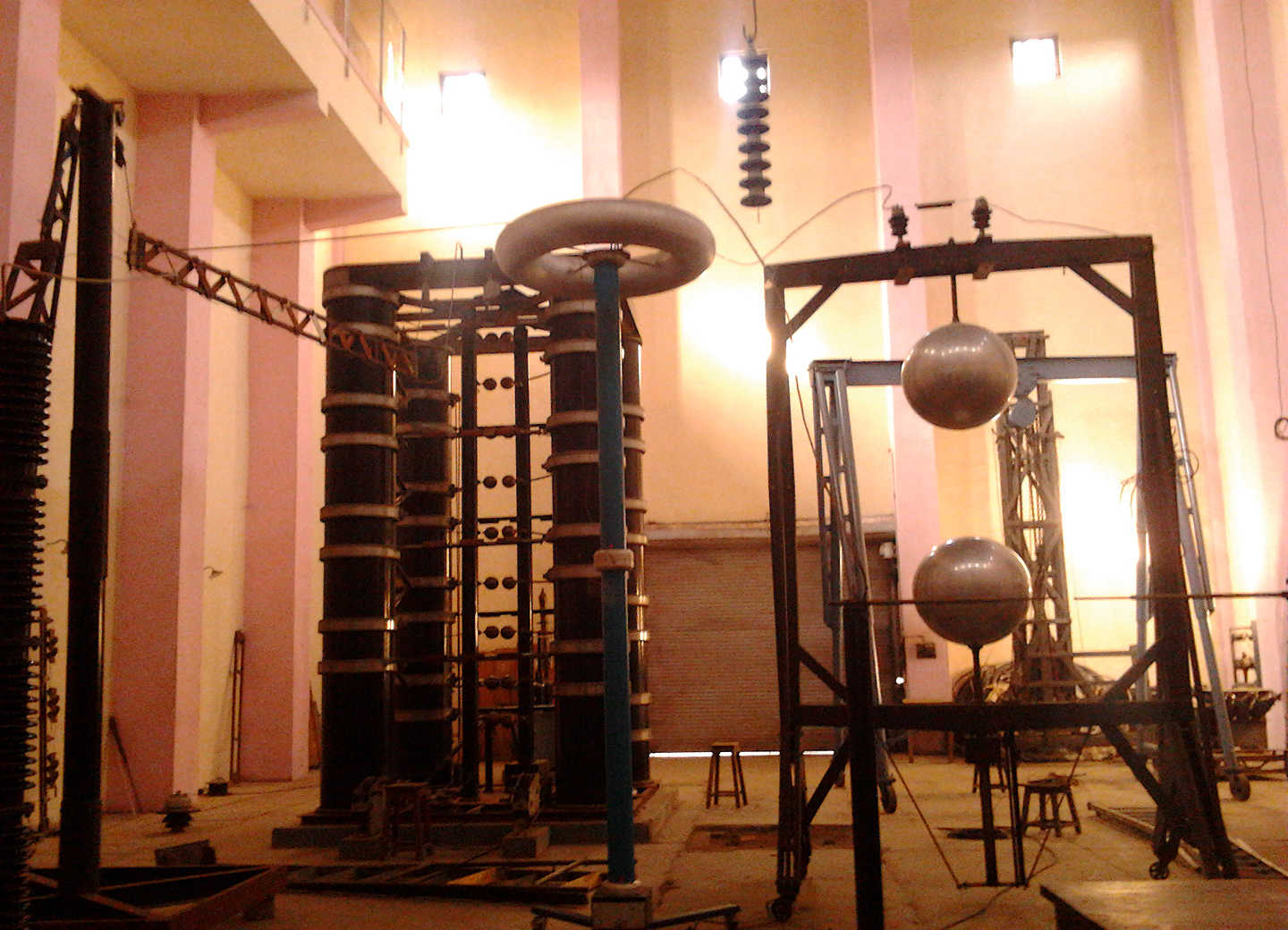
賈巴爾普爾工程學院高壓實驗室的160萬伏脈衝發生器。

由於印度電力產業經歷快速成長，對訓練有素的人員有很高的需求。印度正在努力擴大能源教育，使現有教育機構能夠開設與能源產能增加、生產、營運和維護相關的課程，涵蓋傳統能源和再生能源的領域。
新能源和再生能源部宣佈支持各邦再生能源部門，舉辦短期培訓計畫，以提升當地人員在再生能源系統安裝、運維與故障排除方面的技能。同時，魯爾基印度理工學院與克勒格布爾印度理工學院亦已成立再生能源研究中心，以深化相關領域的研究。

## 印度電力部門的問題
印度電力產業面臨許多問題，包括：
1. 缺乏最後一哩聯結。該國已擁有足夠的發電和輸電能力，理論上可在時間和空間上滿足全部消費者需求。[3]但因對所有電力消費者缺乏最後一哩的聯結，也缺乏可靠的電力供應（佔比超過99%），迫使許多消費者依賴自備柴油發電機供電。[48]印度每年透過柴油發電機組發電近800億度（千瓦時），消耗近1,500萬噸柴油。全國有超過1,000萬個家庭使用電池不斷電系統（UPS）作為負載削減（英语：load shedding）時的備用電源。[267]印度每年進口價值近20億美元的UPS。[268]由於架空線路在大雨和暴風雨期間會損壞，造成配電中斷，因此計劃從低壓變電所鋪設埋地電纜，為城鎮提供更便宜的應急電力，而減少柴油發電機組的柴油消耗和UPS系統的購置。 [269]
2. 對電網供電產生額外需求。電力密集產業使用來自電網較便宜的電力（平均價格為2.5印度盧比每千瓦時），而非運用自己的燃煤/天然氣/燃油自備發電廠。[270][271]此類電廠自備發電能力近53,000MW，主要分佈在鋼鐵、化肥、鋁、水泥等產業。[3][272]這些發電廠可在短期開放（short term open access ，簡稱STOA）的基礎上從電網購買更便宜的電力，避免自身發電的較高成本，而可能影響其他用電者的電力供應。[273][274]而其中一些閒置自備電廠可用於輔助服務（英语：Ancillary services (electric power)）或電網備用服務，賺取額外收入。[275][276]
3. 電力配送不均。幾乎所有家庭都有電力可用，[62]然而大多數家庭電力供應時斷時續，毫無可靠性。[277]同時許多電站卻因用電需求不足而處於閒置狀態，估計閒置的發電量足以滿足缺電家庭三倍以上的需求。[269]
4. 電價不穩定。一般而言是由工商業電力用戶補貼家庭和農業用戶。[278][279]政府為農民提供免費電力等優惠（部分是為討好政治利益），耗盡國營配電系統的現金儲備，並導致其債務達到2.5兆印度盧比（300億美元），[280]在財務上削弱配電網路及其在沒有邦政府補貼的情況下購買電力的能力。[281]由於邦政府部門不支付電費，導致這種情況更加惡化。
5. 超估額定容量。許多燃煤電廠的額定容量 被高估到超出實際最大連續額定容量(MCR)，[282]讓電廠成本得以虛增。[283]這些發電廠每天的運行量比其宣稱的容量低上15%至10%，且少有以宣稱的容量運行，而破壞電網的穩定性。
6. 缺乏有關負荷和需求的及時資訊。合理的運作需要每15分鐘或更頻繁的日內圖，以了解電網在電網頻率方面的缺點，包括從資料採集與監視系統（SCADA）收集的所有聯網發電廠（≥100 KW）和所有變電所的負載數據。[284]
7. 煤炭供應不足：雖然印度煤碳儲量豐富，印度的獨賣生產商 - 國營印度煤碳公司（英语：Coal India）受限於原始採礦技術、盜竊和內部腐敗等問題充斥，經常發生供應量不足的情況，加上運輸設施不足，讓問題更為惡化。印度的大部分煤藏都位於受保護的森林或原住民部落居住的土地下，開採更多礦藏的計畫易遭到抵制。[269]
8. 天然氣管道連通性和基礎設施不佳。例如雖然印度擁有豐富的煤層氣和天然氣，而一新海上天然氣田（位於克里希納-戈達瓦里盆地（英语：Krishna Godavari Basin））產量卻遠低於當初號稱的水平，印度因此無法獲得足夠的天然氣供應。[269]
9. 輸電、配電過程和消費者的損失。此類損失超過入網電力的30%，包括火力發電廠的輔助用電量以及風力發電機、太陽能發電廠和獨立發電商（IPP）等的虛擬發電量。[269]
10. 住宅建築領域對能源效率的抵制。在持續的都市化和人口成長下，建築物能耗需求隨之增加。利害相關者仍普遍認為節能建築比傳統建築的成本更高，對建築業的"綠化"產生不利影響。[285]
11. 由於生態、環境和林地復育爭議以及公共利益訴訟，印度北部和東北部山區的水力發電計畫進展緩慢。[269]
12. 抵制核能發電。福島第一核電廠事故發生後引發的政治活動削弱這一領域的進展。印度核電廠的興建與運行記錄也表現不佳。[151][286]
13. 竊電問題。每年因偷電而造成的經濟損失估計達160億美元。[269]

印度電力部門面臨諸多挑戰，包括：新項目管理與執行效率低下、燃料供應不足且品質不佳、煤碳與天然氣資源開發緩慢、土地徵收困難、環保許可審批繁瑣以及技術人才短缺。

## 電力替代進口LPG和PNG
印度於2021-22財政年度，LPG淨進口量為1,660.7萬噸，國內消費量為2,550.2萬噸。LPG進口量佔總消費量近57%。當鋼瓶裝LPG零售價（不含補助）為每14.2公斤1,000印度盧比時，若以電能取代LPG作為家庭烹飪燃料，且電費為每度10.2元，在考量兩種燃料的熱值與加熱效率後，其單位能量成本差異並不大。此舉可顯著降低對LPG的進口需求。
印度在2021-22財政年度用於家庭烹飪需求的管道天然氣 (PNG) 為121.75億標準立方公尺，幾乎佔當年全國天然氣總消耗量的19%。同年天然氣/LNG氣進口量佔總消費量近56%。當管道天然氣零售價為每標準立方米47.59印度盧比時，若以電能取代管道天然氣作為家庭烹飪燃料，且電費為每度10.2元，則在考量兩種燃料的熱值與加熱效率後，其單位能量成本差異並不大。此舉可顯著降低對LNG的進口依賴。
印度在2021-22財政年度的國內煤油消費量為149.3萬噸，其中家庭用量佔比86.5%（約129.1萬噸）。政府實施煤油價格補貼政策，零售價為每升15印度盧比 ，遠低於國際市場價格（約79元/升）。若以電能取代煤油，當電價為每度電15.22印度盧比時，在考量兩種燃料的熱值與加熱效率後，其單位能量成本差異並不大。此舉可顯著降低對煤油的進口依賴。
於2022-23財政年度，燃煤發電廠（近212吉瓦）的容量因子僅為64.15%。但當需求充足時，容量因子可提升到85%，因此可額外增加淨發電量近4,500億千瓦時，足以取代國內各部門所有的LPG、管道天然氣和煤油消耗。額外發電的成本僅為煤炭燃料成本，不到3印度盧比/千瓦時。提高燃煤發電廠的容量因子，並鼓勵國內消費者在家庭烹飪中使用電力將可取代前述石化燃料，並減少政府補貼。有人建議為放棄液化石油氣/煤油補貼許可證的國內消費者提供免費電力連接，並補貼電費。
印度的電力需求通常在早上和晚上達到高峰，主要是由於熱水所需的電力。為緩解尖峰電力需求，可使用熱泵式熱水器，在相同的負載下，其耗電量可較傳統電熱水器減少2至3倍。
在微型、小型和中型企業（通稱中小型企業）中，也有很大的比例可從化石燃料轉換使用電力以降低生產成本，前提是須確保有不間斷的電力供應。印度獨立發電廠從2017年起一直以低於3.00印度盧比/千瓦時的價格饋入高壓電網，出售太陽能和風能電力。將配電成本和損失列入考慮後，太陽能電力似乎是替代印度國內和中小型企業部門使用的LPG、管道天然氣和煤油等的可行選擇。 印度再生能源發電商於2024年8月將以4.98印度盧比/千瓦時（0.06美元/千瓦時）的價格提供固定且可調度的電力，在價格上有取代前述化石燃料的誘因。

## 電動車
當前印度汽油和柴油的零售價格讓使用電動載具相對經濟。[印度於2021-22財政年度消耗3,084.9萬噸汽油和7,668.7萬噸柴油，兩者主要均由進口原油生產。為快速推廣電動車以減少進口化石燃料消耗，快速充電中心的售電價格可補貼至5盧比/千瓦時以下，而可吸引商用客車和貨車的車主改用價格昂貴的電動車，以減少空氣污染。
當儲能/電池技術提供更好的續航里程、更長的使用壽命和更低的維護成本時，預計電動載具將在印度開始流行。當電池組價格變得可承受，將舊汽油和柴油車改裝為電動車也可行。V2G也是種有吸引力的選擇，有可能讓電動車協助減輕電網的尖峰負載。電動車的淘汰電池也可以便宜價格改用作儲能係統。印度和其他公司正在探索透過無線供電技術為電動車持續充電的潛力。

## 再生能源儲備
印度擁有豐富的太陽能、風能、水力（包括抽水蓄能）和生物質能發電潛力。
印度是世界第三大能源消耗國，也是是世界第三大電力生產國。。印度在再生能源裝機容量（包括大型水力發電）方面全球排名第四，風力發電容量方面全球排名第四，太陽能發電容量方面全球排名第五（根據REN21（21世紀可再生能源政策網公司）2024全球狀況報告）。該國在2021年聯合國氣候變化大會（簡稱COP26）中向國際社會承諾，將在2030年前達成非化石燃料能源發電裝機容量達到500吉瓦的目標。

## 外部連結
- National electricity Plan – 2012, CEA, Government of India
- Electricity grid maps of the southern region 的存檔，存档日期2021-07-31.
- India's Energy Policy and Electricity Production （页面存档备份，存于）
- 的存檔，存档日期2019-04-06.

Template:印度經濟
Template:Nuclear power in India
Template:Energy Ministries and Departments of India